# どうする家康
『どうする家康』（どうするいえやす）は、2023年（令和5年）1月8日から12月17日まで放送されたNHK大河ドラマ第62作。戦国時代から江戸時代を舞台に、徳川家康の生涯を新たな視点で描く。

## 制作
2021年（令和3年）1月19日、原案・脚本は古沢良太、主演は松本潤と発表された。
2022年6月5日、愛知県内でクランクイン。NHK大河ドラマ作品では初めて、グリーンバック合成と併用する形でバーチャルプロダクションを用いた撮影が行われた。
2022年9月5日、番組ロゴが公開された。
出演者の発表は不定期で行われ、2021年11月29日に第一次、2022年4月15日に第二次、同年6月30日に第三次、7月13日に第四次、11月7日に第五次、12月1日に第六次、12月20日に第七次、2023年1月6日に第八次、2月10日に第九次、6月15日・16日に第十次、8月3日・4日に第十一次、9月15日に第十二次の発表が行われた。
2022年12月31日、通常はマスコミ関係者のみを集めて行われる前作と今作の主人公とのバトンタッチセレモニーが、史上初めて『NHK紅白歌合戦』で行われた。
2023年1月8日、放送開始。初回は15分拡大。
タイトルバックは前期（第1回 - 第17回）、中期（第18回 - 第34回）、後期（第35回 - 最終回）で全編が異なる3種類が制作された。また、第44回は一夜限りのスペシャル・エディションが制作された。
2023年10月26日、クランクアップ。なおこれまで行われていた次作の主人公とのバトンタッチセレモニーは行われず、以後同様の状況が続いている。

## あらすじ

### 第一章（第1回 - 第12回）
弘治2年（1556年）、駿河の戦国大名・今川義元が治める駿府の臨済寺に、三河の国衆・松平元信がいた。彼は、今川氏に従属する戦国大名・松平氏の当主でありながら今川の人質でもあったが、義元やその息子・今川氏真らの下で何不自由のなく育てられ、手習いをサボっては今川一門衆関口家の娘・瀬名と遊ぶ穏やかな日々を送っていた。ある日元信は、父親の七回忌に石川数正らと三河に戻り、鳥居元忠や酒井忠次ら三河衆に歓迎されるが、今川の事をよく思わない彼らから「いつか三河一国を束ね、立ち上がる時が来る」と告げられる。駿河帰国後、元信は瀬名を側室に望む氏真との手合わせを制し、瀬名を正室に迎えて名を松平元康と改める。
永禄3年（1560年）、尾張の大高城が織田信長の侵攻を受けたことから、義元は尾張攻めを決定し、元康はこれを初陣として出陣する。元康は大高城へ食糧を運び入れる重大な任務を得て、家臣との協力で任務を成功させる。だが、大高城に入ったところで義元が桶狭間で信長と交戦、討たれたとの知らせが入る。あまりの衝撃に動揺する元康は三河衆の強い進言で岡崎城へ入ることを決めるが、その途中で三河衆・松平昌久の謀反にあって壊滅状態に陥る。命からがら大樹寺に逃げ込んだ元康は、死傷した家臣たちに死をもって詫びようとするが、そこに現れた本多忠勝や榊原康政の言葉で自信を取り戻し、今川の復興を決意する。
岡崎へ入った元康は、まず織田家に寝返った伯父・水野信元と戦うが、劣勢に立たされたあげく逆に降伏の勧告を受ける。氏真に援軍を要請するも、今川家の建て直しに奔走する氏真とは連絡が取れず、家臣たちからも今川からの独立と織田家との同盟を求める声が上がる。さらに元康の母・於大の方や家臣たちの強い進言に負け、元康はついに今川家を離反。信頼していた元康の裏切りに激怒する氏真は駿府にいた三河衆を次々と処刑、瀬名やその子どもも命の危機にさらされるが、服部半蔵や本多正信の活躍や数正による氏真の説得により、人質交換として奪還に成功する。
織田家と清洲同盟を結んだ元康は、松平家康への改名を経て三河の統治を進めるが、岡崎城は財政難に苦しみ、どこから反乱が起こるかわからない八方塞がりの状況にあった。そんな中、民衆は空誓上人率いる本證寺に傾倒するようになり、「不入の権」を破って寺社から年貢を取り立てたことで三河一向一揆が勃発。さらに、財政難であったことが災いして、正信ら多くの家臣が空誓上人の扇動する一揆勢へと寝返る。危機に陥り、自身も敵に襲われる家康だったが、信元の仲裁により和睦する。また正信は国外追放処分を言い渡され、三河を去る。
源氏の末裔であると判明した家康は、従五位下三河守に任じられ徳川家康と改名する。信長が足利義昭を奉じて上洛したころ、武田信玄が今川領を侵攻する計画を立ち上げる。信長から今川領を武田に取らせないよう言われていた家康は武田に談判を申し入れるが時すでに遅く、武田は今川家のほとんどの家臣を調略していた。家康はやむを得ず領土を割譲する密約を結び、遠江に侵攻。同時に信玄も駿河侵攻を開始する。引間城を落とした家康は続いて懸川城に侵攻し、籠城する氏真と対峙する。城内での一騎打ちの末、誰も自分のことを認めなかったと絶望する氏真は駆けつけた家康の前で自害を図るが、正室・糸から義元の真意を聞かされ、家康の手配で実家である北条へ落ち延びる。

### 第二章（第13回 - 第25回）
元亀元年（1570年）、今川との戦いに勝利した家康のもとに、室町幕府の将軍に就任した足利義昭から上洛せよとの命が届き、家臣たちは京に行けることに喜ぶ。上洛した家康は、かつて自分が親しい関係にあったお市の夫・浅井長政と対面し、彼の清廉潔白な人柄に驚嘆する。
義昭との接見を済ませた家康は、信長から上洛を拒否する朝倉義景を討つため、越前に出陣すると伝えられる。織田・徳川連合軍は有利に戦いを進め、若狭・天筒山城を制圧。金ヶ崎城に駐留して一乗谷城に迫り、浅井軍の到着を待つが、長政は突如信長との同盟を破棄し、織田軍を背後から奇襲する作戦に出る。義景の行動に胸騒ぎを覚えた家康は信長に進言しつつも拒否されるが、そこに謀反を伝えるお市の使者・阿月が現れ、それを聞いた信長はついに退却を決定、家康も時間稼ぎをしつつ撤退する。やがて織田軍は浅井を討つため北近江に侵攻し、姉川の戦いで浅井・朝倉軍と対峙する。一番槍を家康は長政からの調略を受け、信長を信じきれない家康はどちらに味方するか思い悩むが、信長の催促や数正らの進言により織田勢に味方し、浅井・朝倉勢を破る。戦後、家康は信長の命により、嫡男・松平信康に三河の運営を任せ遠江・浜松城に移るが、かつて今川を裏切った家康は民から大いに憎まれる。
そんな中、甲斐の武田信玄は作手城、田峰城、長篠城を次々と寝返らせ、武田のもとへ人質に送った異父弟・松平勝俊も危害を加えられているとの噂が立つ。これを聞いた家康は弟を救うため服部半蔵を派遣し救出するが、実はこの作戦は信玄に知られたうえであえて見逃されており、信玄は勝俊を通じて家康に「弱き主君は害悪なり。滅ぶが民のため」と告げられる。元亀3年（1572年）晩秋、武田信玄はついに遠江への侵攻を開始。武田軍は天竜川沿いに進軍し、家康は信長へ援軍を要請したところ、浜松に水野信元をはじめとする三千の兵が到着する。ところが、浜松城を攻めると思われた武田軍は城を素通りして西に向かう。家康は武田軍を背後から追撃し、三方ヶ原台地で迎え撃とうとするが、それは信玄の策略で、まんまと罠にかかった徳川軍は反撃にあい壊滅的な被害を受ける。家康もまた危機に陥るが、家臣の夏目広次や本多忠真の奮戦や数正、忠次の機転で命拾いをし、皆の思いを無駄にしないと決心する。また、戦いに勝利した信玄も病に倒れ、信濃の駒場で急死する。
元亀4年（1573年）、信玄の死により反転攻勢に出る信長は、まず自身を裏切り信長包囲網に味方した足利義昭を追放して室町幕府を滅ぼし、返す刀で浅井・朝倉を滅亡に追い込み、「天下一統」を進める。遠江にいた家康も信長より武田討伐を命じられるが、信玄の跡を継いだ武田四郎勝頼はかなりの能力を持っている名将であり、徳川軍も苦戦を強いられる。天正3年（1575年）、信玄の3回忌を済ませた勝頼は岡崎城を落とすべく三河への侵攻を開始し、奥三河の長篠城が危機に瀕する。城主の奥平信昌は、徳川軍に助けるために鳥居強右衛門を岡崎に派遣する。事情を聞いた家康は信長に援軍を要請したところ、信長は大軍とともに現れ、殊勝な態度をとる。だが信長の出した加勢の条件は「家康の娘・亀姫を奥平のもとに嫁にやる」と言うもので、断るならば清洲同盟を破棄する、という非情なものであった。家康は迷いつつも強右衛門や亀姫の訴えにより条件を呑む。だがその後の設楽原での決戦で、徳川家臣たちは信長に不信感を抱くが、信長は鉄砲隊を用いて攻撃、武田軍を壊滅状態に追い込む。織田の力に恐れをなした家康と信康は、織田に臣従することを決心する。
家康が武田と内通する信元を粛清、信康も武田との戦いで戦果を上げる中、瀬名は武田の間者・望月千代と接触し、互いに調略を仕掛けるが、信康の妻・五徳によって信長に知られてしまう。また家康のもとに、築山に武田の重臣・穴山信君や於大の方と夫、氏真と糸が集まっているとの情報が入る。家康は瀬名の元へと向かい、事情を聞くと、瀬名は戦をなくすための策を思いついたと語る。
瀬名たちは、徳川や武田、織田、北条、上杉、伊達などで共通の通貨を作って経済を回し、争いではなく話し合いで物事を決めていく「慈愛の国」の構想を立てており、そのために周辺諸国の大名に書状を送っていたのである。家康や数正は絵空事と考えるが、穴山から勝頼を説得すると言われ、計画に賛同する。勝頼もこれを了承、2年間に渡って戦をするふりを演じ、信長を欺く。しかし、戦の世に生きてきた勝頼は計画についていけず、織田と徳川の双方を滅ぼすべく世に暴露して、計画は頓挫。内通を知った信長は、処断を家康に委ねつつも、暗に処刑を促す。家康は2人を助ける手立てを考えるが、信康は岡崎から護送された二俣城で自害。瀬名は佐鳴湖の辺で家康と会い、生きるよう説得されるが、徳川家の今後を託して自刎する。

### 第三章（第26回 - 第37回）
天正10年（1582年）、妻子を失った家康はこれまでより一層織田への臣従を強めるようになり、家臣団は徐々に家康への不満を高めていく。一方、信長は甲州征伐で武田家を滅亡させ、その祝いに家康は信長を招いて富士での遊覧を行う。ここでも信長に対して平身低頭に振る舞う家康に対し、忠勝や康政は不信感を高めるが、信長の帰郷後に家康は「信長を殺し、天下を取る」という野望を打ち明け、家臣たちは動揺する。
富士遊覧後の5月、信長は礼として今度は家康を安土へ招き、宴会を開く。明智光秀の接待を受けた家康はその晩信長と対談し、信長は家康が自身を暗殺しようとしていることを悟る。天下取りの過程で多くの人々の命を奪ってきた信長は、自身も無残に死ぬとの覚悟があった。家康は改めて信長に自身の決意を伝え、堺で信長の暗殺計画を推し進めるが、お市の説得により思いとどまる。
明智光秀が信長を討ち（本能寺の変）、家康は急ぎ三河に引き返すも（伊賀越え）、その間に羽柴秀吉（豊臣秀吉）が光秀を討伐する（山崎の戦い）。先を越された家康は甲斐・信濃に目を向け、北条との領有争いに勝利する（天正壬午の乱）。
信長の次男・織田信雄から協力を要請された家康は、柴田勝家と妻・お市を自害に追い込み織田家の実権を手に入れた秀吉と対峙。秀吉らによる「三河中入り」策を見破り、榊原康政らの活躍で羽柴勢に勝利する（小牧長久手の戦い）。しかし、秀吉が信雄と和睦したことで大義名分を失い、次男・松平於義伊（結城秀康）を養子に差し出し和睦する。その後、関白に就任した秀吉から臣従を迫られ拒否するが、石川数正が出奔したことで天下取りを断念。秀吉が妹・旭を自身の継室として送り込むだけでなく、老母・仲をも人質とする姿勢を見せると、上洛して秀吉に臣従する。北条を滅ぼした秀吉により国替えを命じられた家康は、武蔵江戸を拠点に江戸城および町づくりを開始する。

### 最終章（第38回 - 最終回）
天正20年（1592年）、秀吉の唐入り（文禄の役）中止を求めた家康は、再度唐入り（慶長の役）が行われると余命いくばくもない秀吉から天下の行く末を託される。後継者・豊臣秀頼が幼いため五大老と五奉行による合議制で政権運営を進める家康だったが、次第に石田三成と対立。加藤清正ら武断派の襲撃によって文治派の三成が失脚すると（石田三成襲撃事件）、秀頼の代理として豊臣家を束ねる。その後、上杉景勝の討伐で上方を留守にしている隙に三成は、盟友・大谷吉継や大老の毛利輝元らを味方に引き入れて挙兵。三男・徳川秀忠率いる本隊が信濃・上田城で真田昌幸に阻まれるものの（第二次上田合戦）、家康率いる先発隊は井伊直政らの活躍や小早川秀秋の裏切りによって美濃関ヶ原にて勝利する（関ヶ原の戦い）。慶応8年（1603年）、将軍に任命された家康は江戸に幕府を開いて全国の武家を束ねる立場となり、将軍の座を秀忠に譲ってもなお大御所として政治の実権を握り続けた。豊臣家との対立を明確にした家康は、豊臣秀頼のいる大坂城を攻めるが、大坂城に集った牢人衆の奮戦もあって戦は一度和議で決着が付く。しかし和議は僅か数ヶ月で崩壊し、家康は真田信繁らの攻撃を退け、孫の千姫による必死の助命嘆願を聞き入れることなく秀頼を自害に追い込み、豊臣家を滅ぼした（大坂の陣）。
晩年、駿府城にて家康の目の前に瀬名と信康が現れる。家康は自分の一生を振り返り、人殺しに明け暮れた一生であったと回顧する。しかし、2人は徳川竹千代（家光）が鎧を纏わず自身のまま生きられる世の中にした家康を褒め、家康はこれからの平和な世の中に期待を込めながらこの世を去る。

## 登場人物
実在する人物の歴史的事項については当記事ではなく、各人物の当該記事を参照のこと。

### 徳川勢

#### 徳川家・松平家
徳川家康（とくがわ いえやす）
（松平竹千代 → 松平元信 → 松平元康 → 松平家康 → 徳川家康）
演：松本潤（幼少期：川口和空〈松平竹千代〉）
主人公。天下人。江戸幕府初代将軍（征夷大将軍）。語りでは「神の君（かみのきみ）」と称される。
松平広忠と於大の方の嫡男。幼名は松平竹千代（まつだいら たけちよ）。元服後は松平次郎三郎元信（まつだいら じろさぶろう もとのぶ）、松平蔵人佐元康（まつだいら くらんどのすけ もとやす）、松平家康（まつだいら いえやす）、徳川三河守家康（とくがわ みかわのかみ いえやす）と改名。通称は次郎三郎。官途名は蔵人佐、三河守。後に朝廷より正三位権中納言（ごんちゅうなごん）、従二位権大納言（ごんだいなごん）、正二位内大臣（ないだいじん）に任ぜられ、内府（だいふ）と呼ばれるようになる。隠居後は大御所と呼ばれる。お市の方から「竹殿（たけどの）」と呼ばれ、武田信玄からは「わっぱ」と侮られる。於大から「虎（とら）」、織田信長から「白兎（しろうさぎ）」、豊臣秀吉らから「狸（たぬき）」、前田利家から「大蛇（おろち）」と例えられる。没後、天海によって「東照大権現（とうしょうだいごんげん）」として神格化される。
青年時代は精神的に未熟であったが、次第にしたたかとなる。身体は丈夫で、幼少期に信長仕込の相撲や石川数正伝授の武術を身に付ける。読書家で、『論語』『吾妻鏡』を愛読する。瀬名から薬の知識を伝授されると、薬研をこねる時間を考え事にあてる。
天文12年（卯年）生まれだが、於大から「寅の年、寅の日、寅の刻に生まれた強い子」と言い聞かせられる。幼少期から両親との離別、織田や今川の人質を経験し、瀬名を娶る。桶狭間の戦いで義元が討ち死にすると今川から独立し、三河一向一揆の鎮圧以降は三河を平定。信玄との密約で今川領の遠江を平定すると、引間を浜松と改めて本拠地とするが、三方ヶ原の戦いで信玄に惨敗する。設楽原の戦いでは信長から臣従を迫られこれを承諾。瀬名と信康の武田内通が知れると、2人を処断しつつ逃がそうとするが自害で失う。
その後、武田を滅亡に追い込み駿河を領有するが、家臣には信長暗殺と天下取りの意思を明かす。堺にて信長暗殺の根回しを行うが、茶屋四郎次郎より信長の死を知らされ（本能寺の変）、家臣らと共に三河へ帰還する（伊賀越え）。明智討伐で秀吉に先を越されると、北条軍を撃退して甲斐・信濃を含む五か国の大名となる（天正壬午の乱）。信雄から秀吉討伐の要請を受けると、長久手で羽柴勢を打ち破るが（小牧長久手の戦い）、信雄が勝手に秀吉と和睦したため和議を結ぶ。
その後も天下取りの意欲を持ち続けるが、石川数正の出奔で秀吉に下ることを選択。国替えにより関東六か国の大名となり、拠点を武蔵・江戸城に移す。しかし、秀吉の病没後に天下人として立つ決意をする。当初は五大老の一人として合議制に加わっていたが、石田三成を奉行から退かせて豊臣家中を束ねる。挙兵した三成の軍勢を美濃・関ヶ原で破ると（関ヶ原の戦い）、征夷大将軍となって江戸に幕府を開く。
息子・秀忠に将軍職を譲ったことで豊臣家と対立すると、方広寺鐘銘事件をきっかけに戦を始め、大坂冬の陣では大筒の砲撃で豊臣家から和睦を引き出す。大坂夏の陣では本陣に向けて突撃する敵兵に真正面から向かい、生還。晩年は、これからの平和な世に期待を込めながら亡くなる。
瀬名（せな）
演：有村架純
家康の正室。関口氏純と巴の娘。
於大からは「お瀬名（おせな）」、家臣たちからは「御方様（おかたさま）」、織田信長からは「御内儀（おないぎ）」、築山に移ってからは築山殿（つきやまどの）と呼ばれる。
朗らかな性格で夫を支え、家臣からも慕われる。薬の知識に詳しく、家康に作り方を伝授する。『源氏物語』を愛読する。
今川氏真の側室になるはずが、今川義元の御前で氏真を負かした元康（家康）と夫婦になる。元康の今川家離反で幽閉されるが、人質交換で三河に入り、岡崎城城下の築山に屋敷を構える。諸大名と手を組び「慈愛の国」を作ることで織田に対抗する構想を練り、武田の間者・千代と接触。穴山信君、久松夫妻、今川夫妻と密談し、家康をはじめ多くの人々に影響を与える。しかし、武田との内通が世間に知れると家康による逃亡の手助けを拒み、佐鳴湖畔で自刎する。その信念は死後も家康に大きな影響を与え、彼が「戦無き世」を目指す上での大きな原動力となる。臨終間際の家康の前に生前の姿で霊となって現れ、家康のこれまでの苦労を労らう。
旭（あさひ）
演：山田真歩
家康の継室。豊臣秀吉の妹。
心優しいが、家康から「猿の妹」と侮辱される。陽気に振る舞うが、本心では自身が外交の道具にされていることに深く傷ついている。
秀吉の命で家康に嫁ぐが、秀吉が母・仲を家康に差し出すと、役目を果たせなかったと涙する。その後、秀吉への臣従を受け入れた家康から妻として認められ、正室として京に常駐する。小田原征伐の直前に病に倒れ、家康と寧々に見舞われた後に病没する。
お葉（およう）
演：北香那
家康の最初の側室。出自は鵜殿家庶流。
生真面目で寡黙だが豪胆な面も持ち合わせ、侍女らの憧れとなる。
側室に推薦され一女・おふうを儲けるが、男性が苦手で美代に恋焦がれていることに気付く。手討ち覚悟で側室の務めを終えたいと申し出るが咎めは無く、美代とともにおふうを育てる。後に於愛を側室候補に推挙する。
お万（おまん）
演：松井玲奈
家康の2人目の側室。出自は知立神社の神職を司る永見家。
慎ましやかに見えてしたたか。入浴中の家康の髪を梳きに通ううちに懐妊し、瀬名の怒りに触れると折檻を請い赦しを得る。瀬名に女子の政をするべきと訴え、子を立派に育てると約束して浜松城を離れるが、後に実子・於義伊（結城秀康）とともに現れると、於義伊を秀吉の人質とする事に同意する。
於愛（おあい）
演：広瀬アリス
家康の3人目の側室。出自は西郷家。
正直者かつ明るい。家康を敬愛しつつ先夫・西郷義勝への想いも残し秘かに悩む。読書好き。笛が得意だが、時々音を外す。
戦で義勝を失い、一女一男の幼子がいる身で浜松城にて侍女として仕える。強度の近目であり、家康を万千代（井伊直政）と間違えて尻を叩いたことがきっかけで瀬名と対面する。その際、共通の話題（源氏物語）で盛り上がり、側室として認められる。信長の富士遊覧では主導的に行動、家康の安土訪問や小牧長久手の戦いでは留守を守り、慈善活動を行うなど家康の統治を支える。やがて病を患い生涯を回想する中、亡夫への想いにようやく折り合いをつけて亡くなる。
阿茶（あちゃ）
演：松本若菜
家康の4人目の側室。武田家家臣の娘。
聡明で胆力があり、「男勝り」を自認する。初期は髪を後ろで結んでいたが後に下ろしている。淀殿からは「不愉快なおなご」と評される。
於愛の没後、家康の身の回りの世話を任され、政務の補佐役として家康を支える。家康の上杉討伐では志願して大坂で留守居役を務め、北政所（寧々）に匿われる。関ヶ原の合戦の最中、北政所の使者として大坂城に乗り込み、徳川家の庇護下に入るよう茶々を説得する。大坂の陣では、徳川方の代表として和睦を取りまとめる。大坂の陣の後も家康に近侍するが、神格化され却って孤独となった家康の心情を思い涙する。
松平信康（まつだいら のぶやす）
（松平竹千代 → 松平信康）
演：細田佳央太（幼少期：松井稜樹〈松平竹千代〉 → 石塚錬 → 寺嶋眞秀〈松平信康〉）
家康の嫡男。母は瀬名。幼名は松平竹千代（まつだいら たけちよ）。通称は岡崎三郎（おかざきさぶろう）。
武芸の才能がある一方、妹思いで虫も殺せぬ慈悲の心を持つ。
幼くして人質交換を経験。元服して五徳を正室とするが絶えず喧嘩をする。家康が浜松に移ると、信長の強い意向で岡崎城城主に就任。瀬名や石川数正らの補佐を受けながら三河の統治に当たり、設楽原の戦いの後に織田に臣従する。
戦を重ねるにつれて精神が疲弊し、罪の無い僧を殺害する凶行におよぶ。瀬名に精神的苦痛を訴える謀略に加担し、発覚すると家康の処断を受け入れる。逃亡を拒んで二俣城に留まると瀬名の死を悟り自害し、服部半蔵に介錯される。
臨終直前の家康の前に瀬名と共に幻影として現れ、家康のこれまでの苦労を労い、戦の無い世について語らう。
五徳（ごとく）
（五徳姫 → 五徳）
演：久保史緒里（幼少期：松岡夏輝〈五徳姫〉）
信康の正室。信長の娘。通称は岡崎殿（おかざきどの）。
松平家（徳川家）に嫁ぐが、信長の影をちらつかせて徳川を見下し、信康と絶えず喧嘩をする。次第に瀬名や信康を慕うようになるが、畏怖する信長から徳川家を見張るよう命じられる。瀬名の「慈愛の国」の構想に賛同するが、武田との内通が知れると信長宛に讒訴するよう瀬名から命じられる。信康との別れの際、生涯にわたり再婚しない意志を告げる。30余年後、片桐且元と織田常真（信雄）を京にて匿う。
登久姫（とくひめ）
演：本田都々花
信康と五徳の長女。
結城秀康（ゆうき ひでやす）
（松平於義伊 → 結城秀康）
演：岐洲匠（幼少期：岩田琉聖）
家康の次男。母はお万。幼名は松平於義伊（まつだいら おぎい）。
秀吉の養子（人質）となる事を受け入れ大坂へ赴く。結城家の養子となった後、関ヶ原の戦いでは上杉勢を牽制するため下野宇都宮に留まる。秀忠が2代将軍に決まるといち早く臣従の態度を取る。
徳川秀忠（とくがわ ひでただ）
（松平長丸 → 徳川秀忠）
演：森崎ウィン（幼少期：重松理仁 → 太田琉星）
家康の三男。江戸幕府2代将軍。母は於愛。幼名は松平長丸（まつだいら ちょうまる）。
気さくだが戦と政の才に乏しく、「偉大なる凡庸」と評される。一方で己の凡庸さを受け入れ、天下人として責任を負う覚悟を持つ。
長兄・信康の没後、家康の後継者となる。石田三成が挙兵すると本軍を率いて中山道を進軍する。しかし、信濃・上田城攻めで真田昌幸の罠にはまり（第二次上田合戦）、関ヶ原の戦いに遅参する。戦後、遅参の責めを家康より厳しく問われ、上に立つ者の「理不尽」を説かれたうえで将軍職を任される。二条城対面の秀頼と自身を比較し嘆くが、家康に𠮟咤激励される。大坂冬の陣・夏の陣では将軍として戦の指揮を執り、自らの責任において秀頼の命を絶つ決断を下す。その後は家康の伝記を監修する。
江（ごう）
演：マイコ (幼少期: 有香)
秀忠の正室。浅井長政とお市の三女。
秀忠より年上だが夫婦仲は良好で、秀忠から「気立ての良い女子」と評される。
長姉・茶々の身を案じつつ「何を考えているか分からない」と恐れる。大坂夏の陣直前、次姉・常高院（初）とともに茶々や家康を説得する。家康の手紙を茶々に手渡すが千姫から豊臣家と運命を共にする決意を告げられ、秀忠に縋り付き号泣する。
徳川竹千代（とくがわ たけちよ）
演：潤浩
秀忠と江の嫡男。のちの江戸幕府3代将軍・徳川家光（とくがわ いえみつ）。
徳川国松（とくがわ くにまつ）
演：立野空侑
秀忠と江の息子。千姫と家光の弟。のちの徳川忠長（とくがわ ただなが）。
松平福松（まつだいら ふくまつ）
演：市村碧斗 → 眞野煌汰
家康の四男。母は於愛。のちの松平忠吉（まつだいら ただよし）。
松平広忠（まつだいら ひろただ）
演：飯田基祐
家康の父。松平家先代当主。今川の国衆。岡崎城城主。
於大との離婚や織田に奪われた竹千代（家康）を見捨ててもなお今川に付き従うが、家臣に裏切られ命を落とす。

#### 一門衆 久松家
於大（おだい）
演：松嶋菜々子
家康の母。出自は水野家。長家没後は落飾して伝通院（でんつういん）と号す。
たくましく、何にでも首を突っ込む。乱世を生き抜くためなら手段を選ぶべきではないと考える。
松平広忠と結婚し竹千代（家康）を産むが、実家が織田に付いたため離婚。久松長家と再婚し、3男3女を儲ける。元康（家康）と再会すると、家臣のため妻子を打ち捨てても織田と手を結ぶよう忠告する。元康が織田に付くと再婚家族全員で三河・岡崎城に移り、のちに三河・上ノ郷城に移る。武田の人質になった次男・源三郎の身を案じ、服部半蔵に救出を命じる。瀬名の「慈愛の国」構想には積極的に賛同。旭が徳川家に嫁いでくると、侮辱的な言葉を言い放った家康を叱る。関ヶ原の戦いの後、自身の考えが家康にとって重荷ではなかったかと回顧し、数ヶ月後に伏見城で家康に看取られ死去する。
久松長家（ひさまつ ながいえ）
演：リリー・フランキー
於大の再婚相手。織田の国衆。
穏やかな家庭人で、将才に乏しい。
三河・上ノ郷城攻めでは於大に総大将と勝手に決められ、松平勢が陥落させるとその城主となる。水野信元の誅殺直後に隠居するが、瀬名の「慈愛の国」構想には賛同する。
松平源三郎勝俊（まつだいら げんざぶろう かつとし）
（久松源三郎 → 松平源三郎勝俊）
演：長尾謙杜（幼少期：塩崎忍〈久松源三郎〉）
長家の次男。母は於大。家康の異父弟。
志願して武田の人質となるが、過酷な鍛錬に付き合わされる。服部半蔵の手引きで甲斐を脱出するが、冬の雪山を踏破したため凍傷で両足の指を失う。

#### 一門衆 奥平家
亀姫（かめひめ）
演：當真あみ（幼少期：井上凛花 → 池村碧彩 → 吉田帆乃華）
家康の長女。母は瀬名。
父・元康（家康）が桶狭間へ出陣中に駿府にて誕生し、その後は母・瀬名と共に行動。築山屋敷で生活しながら負傷兵の介護などを行い、行き倒れた鳥居強右衛門を介抱する。家康と信長による奥平家への輿入れ計画を知ると、織田と徳川の同盟維持と長篠城落城の危機を救うため、奥平信昌との結婚を決意する。
奥平信昌（おくだいら のぶまさ）
演：白洲迅
亀姫の夫。奥平家当主。奥三河・長篠城城主。
信玄の奥三河侵攻で武田に寝返るが、信玄の死後に徳川へ復帰。武田勢の猛攻に晒されても援軍を信じて鳥居強右衛門を岡崎城へ送り出し、粘り抜いた後に酒井忠次と合流する。

#### 徳川家臣
酒井忠次（さかい ただつぐ）
演：大森南朋
徳川家筆頭家老。三河衆。家康の父方の叔父。通称は左衛門尉（さえもんのじょう）。徳川四天王の筆頭。
素朴かつ実直な忠義者で、家臣団筆頭として皆をまとめる。「海老すくい」（三河萬歳）で場を盛り上げる。
元康（家康）を「源頼朝の降臨」と称して仕え、吉田城城主となった後は東三河の統治を任される。瀬名の「慈愛の国」構想が発覚すると信長に事情を説明。妻子を失った家康の姿に心を痛め、信長打倒計画に従う。伊賀越えでは足手まといになるのを恐れ、家康一行とは別の経路を辿る。小牧長久手の戦いでは森長可勢に勝利、石川数正の出奔には理解を示す。家康の豊臣政権参画後、補佐役として京に常駐するが、眼病を患って隠居する。秀忠の所望で最後の「海老すくい」を披露すると、家康に天下を狙うべきと進言。病床にて朽ちるのを潔しとせず、武者姿となり息絶える。
登与（とよ）
演：猫背椿
忠次の妻。家康の父方の叔母（家康の父・広忠の妹）。
岡崎城に勤める侍女をまとめ、小牧長久手の戦いでは岡崎城の留守を守る。忠次と共に京で隠居生活に入ると秀忠の所望に応じて最後の「海老すくい」を披露する。死期を悟った夫が武者姿となるのを手伝い、最期を看取る。
石川数正（いしかわ かずまさ）
（石川数正 → 石川吉輝）
演：松重豊
徳川家家老。三河衆。秀吉の家臣となると石川吉輝（いしかわ よしてる）と名を改める。官途名は伯耆守（ほうきのかみ）、のち出雲守（いずものかみ）。
冷静で交渉力に優れ、徳川家の外交を一手に担う。家康の教育係を務め、時に厳しい諫言をする。
家康の今川人質時代から仕え、家康が浜松に移ると岡崎城主の信康を補佐。信康死後は岡崎城城代を務める。伊賀越えでは足手まといになるのを避けて家康一行とは別の経路を辿る。秀吉の急速な権力増大を大坂にて実感すると、小牧長久手の戦いで勝利に沸き立つ徳川勢の中にあって懐疑的な見解を示す。家康と秀吉の和議の取りまとめる中、秀吉の圧倒的な威勢に抗戦が不可能であると悟る。徳川家中で孤立し、家康の抗戦姿勢が変わらないことを知ると「儂はいつまでも殿と一緒」と言い残し出奔する。秀吉の家臣となった後はほとんど出仕せず、夫婦水入らずの余生を過ごす。
鍋（なべ）
演：木村多江
数正の妻。趣味は生け花。
出奔した数正と共に大坂へ向かう直前、寧々から贈られていた豪華な櫛を置いて行き、豊臣に買収されての出奔ではない事を示す。
石川勝千代（いしかわ かつちよ）
演：久世峻舵
数正と鍋の息子。
本多忠勝（ほんだ ただかつ）
演：山田裕貴
徳川家家臣。三河衆。通称は平八郎（へいはちろう）。徳川四天王の一人。一人称は「俺（おれ）」。
真っ向勝負で敵を打ち破ることを重んじ、合戦でかすり傷一つ負わず帰還する事を信条とする。好戦的な発言で周囲としばしば衝突するが、瞬時状況判断ができる冷静さも持つ。一方、娘・稲の事を過剰に心配する親バカな一面も持つ。祖父や父のように主君を守って死にたいと考え、当初は家康を主君と認めず反発するが、次第に忠義を尽くす。
桶狭間の戦いで初陣を迎える。自害直前の瀬名から家康を託され、信長打倒計画に協力。伊賀越えでは愛用の槍・蜻蛉切を振るって家康を守り抜き、小牧長久手の戦いでは羽柴本軍と中入り勢との合流を阻止する。稲が真田家に嫁ぐことには猛反発するが、稲の覚悟を泣く泣く受け入れる。国替えでも反発するが大久保忠世の説得で上総・万喜城城主に任ぜられる。関ヶ原の戦いでも奮戦するが、戦後に自身の老いを実感する。伊勢・桑名城にて肖像画を作成し、家康より隠居を拒否されると老いに抗うが、慶長14年（1609年）に死去する。
本多忠真（ほんだ ただざね）
演：波岡一喜
忠勝の叔父。徳川家家臣。三河衆。大の酒好きで「のんべえどの」と呼ばれる。
兄の戦死後、甥の忠勝を養育するが常に手を焼く。酒害のため第一線から退くが、三方ヶ原の戦いでは武田軍の追撃を前に忠勝らと共に立ち向かう。家康を守るのが最優先として忠勝を退かせると、たった一人の殿軍として立ちはだかり戦死する。
榊原康政（さかきばら やすまさ）
（榊原小平太 → 榊原康政）
演：杉野遥亮
徳川家家臣。三河衆。通称は小平太（こへいた）。徳川四天王の一人。
文武両道で周りに流されないが、同年齢の忠勝に対抗意識を燃やす。理知的で観察眼に優れ、重臣となってからは後進の育成にも取り組む。
出仕前は大樹寺で学び、大草松平勢に立ち向かう元康に感銘を受け小姓となる。初陣は「ちぎれ具足」と称する甲冑姿で忠勝軍に強引に加わり、以降は家康の護衛を務める。瀬名から家康を守り抜くよう託されると、彼女の真意は信長と戦う事ではないと家康の信長打倒計画に反対する。小牧長久手の戦いでは小牧山城を改修するとともに秀吉の悪口を連ねた檄文で挑発、池田勢を迎撃する一番槍の武功を挙げる。国替えには猛反発したが説得を受け、上野・館林城城主に任ぜられる。関ヶ原の戦いでは秀忠軍に属して上田城を攻めるが、昌幸の罠にはまり本戦には遅参する。戦後は秀忠の指導役を任されるが老いを自覚して身を引き、慶長11年（1606年）に忠勝に先立ち死去する。
井伊直政（いい なおまさ）
（井伊虎松 → 井伊万千代 → 井伊直政）
演：板垣李光人
徳川家家臣。遠江の国衆。井伊家の御曹司。幼名は井伊虎松（いい とらまつ）。出仕後は井伊万千代（いい まんちよ）。徳川四天王の一人。一人称は「おいら」。武勇に優れ「井伊の赤鬼（いいのあかおに）」と謳われる。
気が強く、思った事は遠慮なく口にする。女子に対して積極的で、食い意地も張っている。
遠江に入った家康の暗殺を試みるも失敗、放免となった後に民を笑顔にする殿様が必要と考え家康の小姓となる。家康の信長打倒計画には積極的に賛同、徳川勢が甲斐・信濃を領有すると武田兵を率いる（井伊の赤備え）。小牧長久手の戦いでは中入り勢を撃破。秀吉と和睦後も徹底抗戦を唱えて数正と対立するが、数正の出奔後には「好きではなかったが敬っていた」と吐露する。仲（大政所）が岡崎に人質として送られてくると、家康に万一の事態があった場合に仲を焼き殺せるよう準備する。国替えには猛反発したが、説得を受け入れ上野・箕輪城城主に任ぜられる。関ヶ原の戦いでは先陣を務めるが島津勢の捨て奸で重傷を負い、その傷が元で亡くなる。
ひよ
演：中島亜梨沙
直政の母。
鳥居元忠（とりい もとただ）
演：音尾琢真
徳川家家臣。三河衆。通称は彦右衛門（ひこえもん）。「彦（ひこ）」と略されて呼ばれることもある。
まっすぐな忠義者であるが不器用な面もあり、余計な一言で度々叱責される。飛びぬけた才能が無いと自覚しつつも忠義では誰にも負けないと自負する。
家康が幼いころから近習として仕える。父・忠吉から家督を譲られると、三河一向一揆では吉良義昭からの手紙に心が揺れるが家康に付き、瀬名の自害を見届ける。家康による信長打倒計画には賛成し、留守居を任される。第一次上田合戦では、真田昌幸らが守る上田城を攻めるも敗北する。家康から千代の捜索を命じられると甲斐で発見するが隠匿し、家康の裁定で妻とする。国替えについては猛反発するが、説得を受け下総・矢作城城主に任ぜられる。家康の上杉討伐で伏見城の留守居を命じられると玉砕を覚悟し、別れの盃を交わす。石田勢が伏見城に攻め寄せると降伏勧告を拒否、徹底抗戦のうえ戦死する（伏見城の戦い）。
望月千代（もちづき ちよ）
演：古川琴音
元忠の後妻。武田家重臣・馬場信春の娘。元は武田家の間者。
小悪魔的な居振る舞いで、女性であることを活用しつつ諜報や謀略を行う。観察眼に優れ、相手の器量や人物像を的確に把握する。武芸にも長ける。
歩き巫女に扮して諸国に潜り込み、本證寺では空誓上人の傍らで一向宗門徒を扇動する。また、松平昌久を誑かし、吉良義昭の使者も務めるが、用済みになると見捨てる。信玄の今川領侵攻では調略や風説の流布などで貢献。三方ヶ原の戦いでも、徳川方不利の噂を流すなど暗躍する。信玄の死後、大岡弥四郎を扇動するが彼が捕まると瀬名と接近。対話の中で「慈愛の国」の構想を聞き共感を覚える。瀬名と信康の死後、勝頼に失望し武田から去る。間者をやめて甲斐教来石で静かに暮らしていたが、後に捜索され元忠の後妻となる。元忠が伏見城の城将に就任すると、攻め寄せた石田勢を相手に奮戦し戦死する。
鳥居忠吉（とりい ただよし）
演：イッセー尾形
元忠の父。徳川家家臣。元は松平家筆頭家老。三河衆。家康から「爺（じい）」と呼ばれる。
加齢で歯が抜け落ち、不明瞭な言葉を発する。
松平家三代に仕えて元康（家康）不在の岡崎を守り、松平家再興のための財や武器を密かに蓄える。松平久昌の騙し討ちに遭うと銃弾を腹部に受けるが、一命を取り留める。隠居後、三河一向一揆で家康が疑心暗鬼になると、家臣を信じ抜くか即座に粛清するか決断を迫る。
夏目広次（なつめ ひろつぐ）
演：甲本雅裕
徳川家家臣。三河衆。元の名は夏目吉信（なつめ よしのぶ）。家康からは「広信（ひろのぶ）」「吉次（よしつぐ）」などと名前を間違われる。
広忠の代から事務方として仕え、竹千代を織田に奪われため切腹を申し出るが広忠に止められ、名を「広次」と改めて別人として仕える。三河一向一揆では、一揆勢に付いた家臣と戦うことに耐えられなくなり家康を裏切るも、同僚の助命嘆願で不問となる。三方ヶ原の戦いでは浜松城の留守を任されるが、敗走する家康を探し出して彼の具足を身に着け、自ら囮となって討ち死にする。
大久保忠世（おおくぼ ただよ）
演：小手伸也
徳川家家臣。三河衆。周囲からは「忠世兄ぃ（ただよにぃ）」と呼ばれる。
陽気で面倒見が良い兄貴分。若年の頃から髪が薄く、髭を蓄えた無骨な姿であるが「色男」を自称する。徳川軍の主力として最前線で活躍する。本多正信とは若い頃から親しい。
三方ヶ原の戦いで徳川勢が惨敗する中、犀ヶ崖で武田勢に一矢報いる。二俣城の城主となると信康の身柄を預かる。家康の安土訪問では留守居を務め、第一次上田合戦では真田勢に敗北する。仲（大政所）が岡崎に人質として送られてくると、接待役を務める。正信から国替えを知らされると他の家臣らを自ら説得し、相模・小田原城城主に任ぜられて余生を過ごす。
大久保忠益（おおくぼ ただます）
演：吉家章人
徳川家家臣。忠世の従兄弟。
平岩親吉（ひらいわ ちかよし）
演：岡部大
徳川家家臣。三河衆。通称は七之助（しちのすけ）。「七（しち）」と略されて呼ばれることもある。
熱血漢だが涙もろい。どんな任務でも引き受け、堅実に家康を支える。
家康が幼いころから近習として仕え、家康が浜松に移ると岡崎に残り傅役として信康を支える。家康が水野信元の処断を迫られると、信元を誅殺する。蟄居する信康を救おうとした際、自害を止められず号泣。家康の安土訪問では留守居を務め、上田城攻めでは真田勢に敗北する（第一次上田合戦）。国替えに猛反発するが、忠世の説得を受け上野・厩橋城城主に任ぜられる。小山評定にて、家康のもとで大名たちが決起する姿に感極まる。
本多正信（ほんだ まさのぶ）
演：松山ケンイチ（幼少期：中野心綺〈弥八郎〉）
徳川家家臣。三河衆。一向宗門徒。通称は弥八郎（やはちろう）。官途名は佐渡守（さどのかみ）。忠真や忠勝とは遠縁であるが「偽本多（にせほんだ）」呼ばわりされ、他の家臣からも「イカサマ師」と呼ばれる。
智謀に長ける飄々とした立ち居振る舞いの切れ者。家臣団随一の嫌われ者であり、息子との仲も芳しくない。
岡崎城で鳥の世話係をしていたが、元康（家康）の妻子を忍集団を使って今川から奪還し信用を得る。しかし、三河一向一揆では空誓の軍師として家康を苦しめ、三河から追放となる。その後は各地を渡り歩き、百地丹波の軍師として活動。家康が丹波に捕らえられると策を用いて解放させ、復帰の赦しを得る。復帰後は鷹匠を務めるが、智謀の才を買われて軍師として活躍。小牧長久手の戦いで池田勝入の「中入り」の策を見破る。さらには家康の天下取りに向けて策略を巡らす。三成が挙兵すると秀忠軍に加わり上田城を攻めるが、昌幸の罠にはまり本戦には遅参する（第二次上田合戦）。江戸幕府成立後は宿老筆頭として政務を主導し、大坂の陣を経て家康の晩年まで忠節を尽くす。
本多正純（ほんだ まさずみ）
演：井上祐貴
徳川家家臣。本多正信の嫡男。
父譲りの切れ者だが奇策を嫌い、真っすぐに正論を述べる。父を反面教師として育つが、のちに親子関係は改善する。
追放された父に代わり大久保忠世の下で育てられる。江戸幕府が開かれると家康の側近にまで上りつめ、豊臣家に権威が戻りつつあることに危機感を抱くと方広寺再建の一件で家康に具申する。
渡辺半蔵守綱（わたなべ はんぞう もりつな）
演：木村昴
徳川家家臣。三河衆。一向宗門徒。槍の名手で「槍の半蔵（やりのはんぞう）」と呼ばれる。
豪快かつお調子者で、女子好き。また、舌禍も目立つ。
本證寺に潜入した元康（家康）に、主君と気付かず横柄な態度を取る。三河一向一揆では本證寺の一揆勢に加わるが、後に帰参。その後は留守居が多く、元忠が千代を匿っていること言いふらして騒動に発展させる。関ヶ原の戦いでは本陣で家康の幕僚を務め、大坂の陣では兵の指導役として活躍する。
西郷義勝（さいごう よしかつ）
演：飯作雄太郎
於愛の先夫。徳川家家臣。
伊奈忠次（いな ただつぐ）
演：なだぎ武
徳川家家臣。江戸普請奉行。
土屋長吉重治（つちや ちょうきち しげはる）
演：田村健太郎
松平家家臣。三河衆の下級武士。一向宗門徒。
普段は吃音だが、嘘をついた時だけは滑らかに話す。
松平方と本證寺の間を取り持つが、三河一向一揆では家康を騙して本證寺に誘き寄せる。しかし、家康が一揆方に囲まれると身を挺して守り、「近しい家臣に裏切り者がいる」と言い残して亡くなる。
半之丞（はんのじょう）
松平家家臣。三河衆。一向宗門徒。
大岡弥四郎（おおおか やしろう）
演：毎熊克哉
松平家家臣。岡崎東方衆。岡崎城奉行。
実務に長けた切れ者だが、戦が無くならないことに不満を持ち武田と内通。岡崎東方衆で謀反を起こし信康と瀬名を亡き者にしようとするが数正らに捕らえられ、五徳から過酷な刑罰で処刑する事を申し渡される。
山田八蔵（やまだ はちぞう）
演：米本学仁
松平家家臣。岡崎東方衆。
弥四郎の謀反計画に加わるが、足助城攻めで瀬名から手当てを受けていた恩から、瀬名を通じて信康や数正に計画を漏らす。その後は築山屋敷の門番を務め、武田への内通発覚で岡崎城を去る信康を見送る。
鳥居重元（とりい しげもと）
演：村井崇記
松平家家臣。岡崎東方衆。
鳥居強右衛門（とりい すねえもん）
演：岡崎体育
奥平家家臣。奥三河の地侍。武功がなく「ろくでなし強右衛門」と呼ばれる。
徳川に援軍を要請するため武田勢に包囲された長篠城を抜け出して岡崎城へ向かい、亀姫に命を救われる。信長と家康に援軍を約束させるが長篠城の目前で武田勢に捕縛される。勝頼から「援軍は来ない」と言うよう脅されるが、亀姫の恩義に報いるべく城兵に援軍が来ると叫び、仲間の目の前で磔刑に処される。その死に様は、旗印として長篠城に掲げられる。
茶屋四郎次郎（ちゃや しろじろう）
演：中村勘九郎
三河商人。京の豪商。元は松平家家臣。
剣術の才は無いが、陽気で弁が立つ。家康に恩義を感じ、役に立ちたいと願う。特技は鼓。
武士の身分を捨て商人となると、家康が所望したコンフェイト（金平糖）を入手する。信長の富士遊覧や信長暗殺計画にも協力、本能寺の変が発生すると家康に事の顛末を伝える。
茶屋四郎次郎清忠（ちゃや しろじろう きよただ）
演：中村勘九郎
四郎次郎（先代）の息子。三河商人。
三浦按針（みうら あんじん）
（ウィリアム・アダムス → 三浦按針）
演：村雨辰剛
イングランドの航海士。本名はウィリアム・アダムス。
商船（リーフデ号）に乗船しており、豊後・臼杵湾に漂着する。捕らえられて大坂に連行され、家康に直接尋問される。家康から「三浦按針」の名を与えられ幕府の官僚として勤務、大坂の陣ではイングランドから大筒（カルバリン砲）を手配する。
金地院崇伝（こんちいん すうでん）
演：田山涼成
臨済宗の僧侶。
林羅山（はやし らざん）
演：笑い飯哲夫
儒学者。
南光坊天海（なんこうぼう てんかい）
演：小栗旬
天台宗の僧侶。家康・秀忠の側近。
福（ふく）
演：寺島しのぶ
竹千代の乳母。のちの春日局（かすが の つぼね）。本作の語り部。

#### 服部党
服部半蔵（はっとり はんぞう）
演：山田孝之
徳川家家臣。三河衆。忍集団「服部党」の頭領。諱は正成（まさしげ）。
城攻め、諜報など多岐にわたる内密の任務を担う。銭のために動く忍を嫌うが武士である事にも自信が持てず、度々「私は忍びではない」と自嘲する。初動が遅く、家康らを苛立たせる。
先祖は伊賀出身で、先代頭領の父・服部半三保長（はっとり はんぞう やすなが）から服部党を継承する。元康（家康）から瀬名らの奪還作戦を命じられると、駿府・関口氏純邸では鵜殿長照に阻まれるが、三河・上ノ郷城では鵜殿氏長・氏次を生け捕りにする。信康救出作戦では、逃亡を拒んで自害した信康を介錯する。家康の伊賀越えを成功させると武士と認められ、家康の国替えで江戸へ赴くと8000石の知行を得て徳川家の正式な家臣となった服部党の指揮を任される。唐入りの戦況を探るよう命じられると、任務を果たし務めを終える。
大鼠（おおねずみ）
演：松本まりか
伊賀流の忍（くノ一）。服部党の長。一人称は「俺（おれ）」。
冷静沈着で感情を表に出さず、粛々と任務を遂行する。忍である事に徹し女を捨てている。体の柔軟性を活かしての潜入や変装術を得意とする。武器の腕前も一流で、飛び道具に不慣れな半蔵を助ける。
先代である父の死後、大鼠の名跡を継承する。三河・上ノ郷城攻めや本證寺攻めでは敵地に忍び込んで情報を得る。松平勝俊の奪還作戦で右手に深手を追うも復帰、築山屋敷で瀬名と信康の動向を探る。瀬名の逃亡作戦に同行し、自害を遂げた際には介錯を務める。伊賀越えにも同行し、最後の務めと決意して家康一行を守り抜き、伊勢白子浜にて半蔵と結婚の約束をする。その後は半蔵の最後の任務に付き合う。
大鼠（先代）（おおねずみ〈せんだい〉）
演：千葉哲也
伊賀流の忍。服部党の長。大鼠の父。
高齢だが動きは素早い。任務を出来るか出来ないかは考えず、主の命を淡々と実行する。
穴熊（あなぐま）
演：川畑和雄
伊賀流の忍。
大山犬（おおやまいぬ）
演：キャッチャー中澤
伊賀流の忍。大男。
ましら
演：小野瀬悠太
伊賀流の忍。小男。
猪之介（いのすけ）
演：小田伸泰
伊賀流の忍。

#### 徳川家の侍女・下男
富（とみ）、ふみ
演：鯉沼トキ（富）、柴田浩味（ふみ）
三河衆の女性。瀬名の侍女。
お杉（おすぎ）、お梅（おうめ）
演：小野寺ずる（お杉）、白神美弥妃（お梅）
徳川家の侍女。一向宗門徒。家康の側室候補。
おたか、おとみ
演：輝有子（おたか）、内海誠子（おとみ）
徳川家の侍女。
美代（みよ）
演：中村守里
徳川家の侍女。お葉の想い人。
お竜（おたつ）
演：いとうまい子
徳川家の侍女。
おたか、おとみ、おしげ
演：増田光桜（おたか）、亀岡園子（おとみ）、渡邊れいら（おしげ）
三河衆の女性。家康の側室候補。

### 豊臣勢

#### 豊臣家・羽柴家
豊臣秀吉（とよとみ ひでよし）
（木下藤吉郎 → 羽柴秀吉 → 豊臣秀吉）
演：ムロツヨシ
天下人。元は織田家家老。大坂城城主。初名は木下藤吉郎（きのした とうきちろう）。のちに羽柴秀吉（はしば ひでよし）と改名。官途名は筑前守（ちくぜんのかみ）。小牧・長久手の戦いの後、朝廷より従一位関白に任ぜられる。「猿（さる）」と呼ばれており、自らも称する。弟・秀長からは「兄様（にいさま）」、妻・寧々からは「お前様（おまえさま）」と呼ばれる。関白就任後は「殿下（でんか）」と尊称で呼ばれる。関白職辞任後は「太閤（たいこう）」を称する。
初対面の相手でも気さくに接し、早口で人懐っこく振る舞うが、時には冷徹な表情と低い声で本音を言う。態度や物言いを変えるため、家康からは毛嫌いされる。農民出身のため己の欲望に忠実かつ貪欲で、立身出世に異常な執着を示す。そのため、手柄のためなら手段を選ばない。
尾張中村の貧しい農家に生まれ、十代で家を出て織田家に仕える。汚れ仕事も厭わず引き受けるため織田信長に重宝され、側近として台頭する。金ヶ崎の戦いでは殿軍を務め、浅井討伐の指揮を取るなど出世。中国遠征で毛利氏と対陣中に本能寺の変の急報を聞くと、即座に畿内へ引き返し山崎で明智軍を敗る（山崎の戦い）。その後は三法師を担いで織田家の実権を握り（清須会議）、敵対した柴田勝家を滅ぼす（北ノ庄城の戦い）。
拠点を大坂に移すと、家康を味方につけて挙兵した織田信雄と10万の大軍を率いて対陣するが、徳川軍に大敗する（小牧長久手の戦い）。その後は信雄と和議を結んで家康の大義名分を失わせ、於義伊を養子という名目の人質とし家康と和睦。関白就任と「豊臣（とよとみ）」姓の創設など勢いを増す中で、石川数正を引き抜き家康を包囲する。しかし、天正地震による被害で徳川討伐を断念し、妹・旭や母・仲を人質として送ることで家康を臣従させる。茶々を側室に迎え入れてからは、家康を除いて自身に物申すことが出来ない状況を作り出し、小田原討伐で北条家を滅ぼすと家康に国替えを命じる。鶴松の病死をきっかけに明・朝鮮への侵攻を実施するが（文禄・慶長の役）、高齢により容体が悪化。国内外の諸問題や天下の行方を家康に委ね、茶々に看取られ病没する。
寧々（ねね）
（寧々 → 高台院）
演：和久井映見
秀吉の正室。通称は北政所（きたのまんどころ）。義弟・秀長からは「姉様（ねえさま）」と呼ばれる。落飾してからは高台院（こうだいいん）と号する。
乱世に辟易し、天下一統による安寧の世を望む。秀吉の貪欲な振る舞いは冷めた目で見る。
秀吉が数正に徳川の臣従を強要すると数正に理解を求め、大坂で家康を接待した際は安寧の世への想いを語る。秀吉の病状が悪化すると、暗に家康に天下を委ねる意を伝える。秀吉の没後は大坂城を退去して京で隠居生活を送るが、石田三成が挙兵すると阿茶を匿う。また、家康と秀頼の二条城対面にも随行し、大阪冬の陣後には戦をやめるよう茶々を説得する。
茶々（ちゃちゃ）
演：北川景子（幼少期：白鳥玉季）
秀吉の側室。浅井長政とお市の長女。通称は淀の方（よどのかた）。陰では「狐（きつね）」と噂される。阿茶からは「おっかない女子」と評される。
激しい気性と天下取りの野心・智謀を有し、お市からも恐れられる。秀吉に対しては、親の仇として憎みつつ愛してもいる。家康の事は幼い頃は秘かに慕っていた。
お市と竹千代（家康）が交わした約束を幼少期より聞かされ、お市が秀吉と対立すると助けに来ない家康を恨む。北ノ庄城の落城直前、妹たちと城から脱出、秀吉から寵愛されて鶴松や秀頼を産み発言力を強める。秀吉に死期が迫ると、秀頼は秀吉の子でなく自身の子として天下を取らせると宣言するも、秀吉が絶命すると亡骸を抱きしめて号泣する。その後は秀頼の後見役として実権を握り、家康の排除を目論む。三成を利用して家康との対立を煽り、秀頼を西軍の総大将として出陣させようとするが、毛利輝元の妨害により失敗。阿茶に説得され徳川家の庇護下に入る。戦後、将軍となった家康に対抗するため牢人を集め、方広寺の鐘の銘を利用して戦火を仕掛ける（方広寺鐘銘事件）。大坂冬の陣では千姫を庇い、徳川側の砲撃による城の崩落に巻き込まれる。回復後、家康の真意を知り秀頼本人に意思を確かめたのち乱世を取り戻すべく再び徳川に挑むが、大坂夏の陣で敗れ自害する。
豊臣鶴松（とよとみ つるまつ）
秀吉と茶々の長男。夭折。
豊臣秀頼（とよとみ ひでより）
（豊臣拾 → 豊臣秀頼）
演：作間龍斗（幼少期：重松理仁）
秀吉と茶々の次男。幼名は豊臣拾（とよとみ ひろい）。
容姿端麗かつ人たらしで、家康から「涼やかで様子のいい秀吉」と恐れられる。天下人である信長・秀吉の血を継いでいる事を誇りとする。
豊臣家の2代当主に擁立されるが、幼少期は茶々が実権を握る。茶々から英才教育を施され、理想的な貴公子に成長する。二条城の会見では家康を出し抜き、徳川の悪評を上方にて広めさせる。大坂冬の陣の後、乱世を生き抜くことが本望であるという自身の意思を示し、牢人たちに再度挙兵を促す。しかし、大坂夏の陣で敗れ、大坂城にて自害する。
千姫（せんひめ）
演：原菜乃華（幼少期：金子莉彩)
秀頼の正室。徳川秀忠と江の娘。
穏和だが芯が強く気丈であり、激しい感情を露わにする一面も持つ。
秀吉の遺言により政略結婚で豊臣家に嫁ぐ。当初は嫌がっていたが、徐々に秀頼と心を通わせると敬愛する祖父・家康と豊臣家との間で板挟みとなる。しかし、命懸けで自分を庇ってくれた茶々のため豊臣家と運命を共にすることを決意、大坂夏の陣では牢人たちを鼓舞する。戦況が劣勢になると秀頼・茶々の判断で徳川へ送り届けられ、徳川本陣にて家康・秀忠に対し秀頼・茶々の助命を嘆願する。これを家康に拒まれると、憤慨したまま陣を去る。
豊臣秀長（とよとみ ひでなが）
（羽柴秀長 → 豊臣秀長）
演：佐藤隆太
秀吉の弟。元は織田家家臣。初名は羽柴秀長（はしば ひでなが）。兄・秀吉からは「弟（おとうと）」と呼ばれる。
あご鬚を長く蓄えた武骨な風貌だが、冷静沈着で兄の忠実な補佐役に徹する。秀吉が腹を割って話ができる数少ない人物。
秀吉の側近として活躍し、木曽山中にて昌幸と密会して真田への援助を認める。家康が豊臣従属後に大坂を訪れると接待し、石田三成を紹介する。秀吉が北条討伐を決めた際、病で死期が近いことを家康に明かす。秀吉が天下一統を成し遂げたと知り喜ぶ一方、さらなる欲を出すことを心配したまま病没する。
仲（なか）
演：高畑淳子
秀吉の母。通称は大政所（おおまんどころ）。一人称は「儂（わし）」。
天下人の生母として尊重されているが、あくまで素朴な老農婦であり、自身の立場や扱いに困惑する。
家康の大坂行きの際、人質として岡崎城に送られる。井伊直政を気に入り徳川から受ける歓待に感謝する一方、大出世を遂げた秀吉を怖れる心情を吐露する。唐入りの最中に秀吉の行く末を憂いつつ、寧々に看取られて没する。
豊臣秀次（とよとみ ひでつぐ）
（羽柴秀次 → 豊臣秀次）
演：山下真人
秀吉の甥。関白。

#### 十人衆（五奉行・五大老）
石田三成（いしだ みつなり）
演：中村七之助
豊臣家家臣。官途名は治部少輔（じぶのしょう）。文治派。五奉行の一人。
誠実で生真面目。秀吉を敬慕し、側近として重用される。一方、己の信念や主張を曲げず人心掌握に劣る。趣味は天体観測。
大坂城内にて家康と出会い、意気投合する。唐入りでは苦戦を秀吉に報告せず処理し、のちに奉行として朝鮮に渡るも秀吉が和睦を宣言したため帰国する。秀吉の死期が近づくと、合議によって国を治める考えを明かし、家康や秀吉から認められる。
秀吉の死後に武断派や家康と対立し、武断派の襲撃を機に家康の命で近江・佐和山城に隠居する（石田三成襲撃事件）。家康が大坂を離れた隙に挙兵すると、茶々の支援を得て毛利輝元を総大将とし、大谷吉継を説得して味方に引き入れる。伏見城を落とした後、打倒家康の檄文を全国の大名に送付して大名たちを調略する。その後、家康を関ヶ原に誘い出すが、小早川勢の裏切りによって敗走（関ヶ原の戦い）。捕らえられて家康と対面し、「戦なき世を目指す」という家康を厳しく批判したのち処刑される。
浅野長政（あさの ながまさ）
演：濱津隆之
豊臣家家臣。五奉行の一人。
秀吉による唐入りに対し、断固反対する。三成の隠居後、家康暗殺の疑いにより奉行を退いたうえ武蔵・府中に蟄居となる。
増田長盛（ました ながもり）
演：隈部洋平
豊臣家家臣。五奉行の一人。
長束正家（なつか まさいえ）
演：長友郁真
豊臣家家臣。五奉行の一人。
徳善院玄以（とくぜんいん げんい）
演：村杉蝉之介
豊臣家家臣。五奉行の一人。
前田利家（まえだ としいえ）
演：宅麻伸
豊臣家家臣。加賀83万石の大名。金沢城城主。五大老の一人。
家康に次ぐ豊臣政権の重鎮。秀吉の古くからの親友で、太閤秀吉を「藤吉郎」と通称で呼べる数少ない存在。
秀吉の没後、三成と家康・武断派の対立を収める立場にあったが、対立解消に至らないまま病に倒れ、家康に後事を託して没する。
前田利長（まえだ としなが）
演：早川剛史
利家の息子。豊臣家家臣。利家亡き後の五大老の一人。
毛利輝元（もうり てるもと）
演：吹越満
豊臣家家臣。安芸ほか112万石の大名。毛利家当主。五大老の一人。
秘かに天下取りの野心を抱き、三成の要請で西軍の総大将となる。しかし、優柔不断で決断力がないため家康の調略により大坂城に籠ったまま出陣せず、茶々から叱責される。戦いの終結後、減封となり大坂城から退去させられる。
上杉景勝（うえすぎ かげかつ）
演：津田寛治
豊臣家家臣。陸奥会津120万石の大名。上杉謙信の後継者。五大老の一人。
秀吉の死後、越後奪還に向けて密かに動き出し、家康からの上洛要請を拒否する。関ヶ原の戦いにて西軍が敗北すると、減封のうえ国替えとなる。
宇喜多秀家（うきた ひでいえ）
演：栁俊太郎
豊臣家家臣。備前57万石の大名。五大老の一人。
三成が挙兵すると伏見城を攻め、関ヶ原本戦にも参戦するが敗走する。関ヶ原の戦いの後、改易されて流罪となる。

#### 豊臣恩顧の大名・家臣
加藤清正（かとう きよまさ）
演：淵上泰史
豊臣家家臣。通称は虎之助（とらのすけ）。武断派。
秀吉子飼いの家臣で、唐入りでは先陣を務める。帰還後は武断派諸将の筆頭格として三成と対立する。秀吉の死後、家康と姻戚関係を結ぶ。家康と秀頼の二条城対面を実現させると、秀頼の側に仕えて守る。
福島正則（ふくしま まさのり）
演：深水元基
豊臣家家臣。武断派。
直情径行の熱血漢で豪気な猛将。大言壮語癖がある。
秀吉子飼いの家臣。秀吉の死後、家康と姻戚関係を結ぶ。武断派諸将の筆頭格として三成と対立すると、加藤清正らとともに三成を襲撃する。三成が挙兵した際には本多正信に買収され、小山評定にて真っ先に家康の味方をすることを宣言する。関ヶ原の戦いでは、井伊直政に出し抜かれ先陣を奪われる。
黒田長政（くろだ ながまさ）
演：阿部進之介
豊臣家家臣。武断派。
三成から唐入り失敗を「しくじり」呼ばわりされ清正らと三成を襲撃、関ヶ原の戦いでは東軍として参戦する。
藤堂高虎（とうどう たかとら）
演：網川凛
豊臣家家臣。武断派。
唐入りで水軍を率いるが、朝鮮軍に苦戦する。三成の襲撃に加わり、関ヶ原の戦いでは東軍として参戦する。
蜂須賀家政（はちすか いえまさ）
演：武田幸三
豊臣家家臣。武断派。家康と姻戚関係。
山内一豊（やまうち かつとよ）
演：山丸親也
豊臣家家臣。
大谷吉継（おおたに よしつぐ）
演：忍成修吾
豊臣家家臣。官途名は刑部少輔（ぎょうぶのしょう）。
文治派で三成の僚友。病によって崩れた顔を隠すため、白の頭巾を被る。
唐入りで苦戦すると奉行として朝鮮に渡るが、帰国後に病に倒れる。家康打倒を目論む三成に説得され行動を共にするが、関ヶ原の戦いで小早川勢の裏切りに遭い自害する。
小西行長（こにし ゆきなが）
演：池内万作
豊臣家家臣。敬虔なキリシタン。
唐入りでは先陣を務め、帰国後は秀吉の和睦条件に応えるため偽の使者と和睦成立を演出する。三成が挙兵すると、戦国武将としての覇気がある事を喜び、デウス（神）に戦勝を祈る。関ヶ原の戦いで敗走した後に処刑される。
吉川広家（きっかわ ひろいえ）
演：井上賢嗣
毛利家家臣。毛利一門衆。
小早川秀秋（こばやかわ ひであき）
演：嘉島陸
豊臣家家臣。筑前35万石の大名。寧々の甥で、豊臣一門衆。
若年だが沈着冷静で、したたか。
伏見城攻めには石田勢として参戦。家康と三成の双方から調略を受けると、勝ち馬に乗ろうと目論み曖昧な態度を取る。関ヶ原の戦いでは東軍に寝返り、家康の勝利に貢献する。
大野治長（おおの はるなが）
演：玉山鉄二
豊臣家家臣。官途名は修理亮（しゅりのすけ）。
家康暗殺の疑いを掛けられ流罪となるが、秀頼と千姫の婚儀の際復帰すると側近として台頭、茶々の意向に従い打倒家康を掲げる。しかし、大坂夏の陣で敗北、秀頼や家臣らの介錯を務めたのち自害する。
大蔵卿局（おおくらきょう の つぼね）
演：大竹しのぶ
治長の母。茶々の乳母。
土方雄久（ひじかた かつひさ）
演：水野智則
豊臣家家臣。
片桐且元（かたぎり かつもと）
演：川島潤哉
豊臣家家臣。
秀頼を補佐するが、徳川との内通を疑われる。治長らによる暗殺計画を察知すると大坂城を脱出。五徳に匿われた後、徳川勢として大坂の陣に参戦する。
嶋左近清興（しま さこん きよおき）
演：高橋努
石田家家臣。三成の腹心。通称は左近。
関ヶ原の戦いで敗走する三成を逃したのち、行方知れずとなる。
直江兼続（なおえ かねつぐ）
演：TAKAHIRO
上杉家家臣。
西笑承兌（さいしょう じょうたい）
演：でんでん
相国寺の住職。豊臣家外交顧問。
初（はつ）
（初 → 常高院）
演：鈴木杏（幼少期：古川凛）
浅井長政とお市の次女。豊臣家家臣（京極高次）の正室。落飾して常高院（じょうこういん）と号す。
聡明で交渉力に長ける。尼僧姿ながらキリシタンであり、ロザリオを首から下げる。
大坂の陣停戦のため、豊臣方の代表として阿茶局と和睦交渉を行う。大坂城落城直前、茶々の依頼により千姫の脱出の手引きをする。

#### 牢人
長宗我部盛親（ちょうそかべ もりちか）
演：火野蜂三
長宗我部元親の息子。
関ヶ原の戦いで吉川広家に進軍を妨害される。後に豊臣勢に加わるが、大坂夏の陣にて行方知れずとなる。
毛利吉政（もうり よしまさ）
演：菅原卓磨
大谷吉治（おおたに よしはる）
演：東山龍平
大谷吉継の息子。
後藤又兵衛正親（ごとう またべえ まさちか）
演：蔵原健
元黒田家家臣。治長から「黒田家に仕えた暴れ馬」と評される。
明石全登（あかし てるずみ）
演：小島久人
元宇喜多家家臣。治長から「関ヶ原の武功の者」と紹介される。

### 織田勢

#### 織田家
織田信長（おだ のぶなが）
演：岡田准一（幼少期：三浦綺羅）
天下人。尾張出身の大名。織田家当主。尾張・那古野城、清須城、小牧山城、美濃・岐阜城、近江・安土城城主。官途名は上総介（かずさのすけ）。天下人となってからは「上様（うえさま）」と尊称で呼ばれる。家康からは「狼（おおかみ）」に例えられる。
冷徹非情かつ苛烈で、武勇に優れる。類い稀なる将才と指導力で乱世を切り開くが、その手法から敵も多い。南蛮の新奇な文物（地球儀、ワイン、金平糖）を好み、南蛮風の衣装（シャツ、マント）をいち早く身に着ける。また、他の者に先駆けて月代を剃る。
部下たちを信用していないが、力を見せつけても立ち向かってくる竹千代（家康）は認める。
信秀による厳しい教育に耐えかね、うつけ者としての人生を歩む。今川へ送られる竹千代を奪って津島湊へ連れ去ると相撲相手に加え、世の地獄と生きる厳しさを植え付ける。信秀から家督を譲られた後、桶狭間の戦いで今川義元を破り、元康（家康）と同盟を結ぶ（清須同盟）。
「天下一統」の野望を達成するため、足利義昭を奉じて上洛し、義昭が反旗を翻すと京から追放する。設楽原の戦いの最中、家康に臣従を迫り、瀬名や信康の武田家内通を知ると家康に処断を任せる。妻子の死後、家康が腹の内を見せなくなったことに気づき「化けおった」と評する。
自身が殺される夢を何度も見るようになると、将来家康に殺されると予感する。安土城で家康の真意を確かめると本能寺へ向かうと、就寝中に何者かの襲撃を受け、家康が殺しに来たと心を高ぶらせて奮戦する。しかし、主犯が光秀と知り落胆、なおも戦い続けるも力尽き、最期は血塗れになりながらも一人燃える屋敷の中へと消える（本能寺の変）。
織田信雄（おだ のぶかつ）
（織田信雄 → 織田常真）
演：浜野謙太
信長の次男。尾張・清須城城主。道号は織田常真（おだ じょうしん）。
小心者で長い物に巻かれる傾向がある。将才と指導力はない。
秀吉を味方につけて信孝との後継争いに勝利するが、秀吉に織田家の実権を握られると家康に協力を要請。秀吉に近い3人の重臣を誅殺して秀吉討伐の兵を挙げる。徳川軍が羽柴軍の中入りを阻止すると大はしゃぎするが、秀吉の攻撃の矛先が自身に向くとあっさりと屈し、家康に無断で秀吉と和睦する。秀吉に従属後は家康上洛の交渉役を務める。秀吉から国替えを命じられるも拒否したため改易となり、出家して豊臣家の食客となる。片桐且元を大坂城から脱出させると、五徳のもとに身を寄せる。
織田信孝（おだ のぶたか）
演：吉田朋弘
信長の三男。美濃・岐阜城城主。
織田三法師（おだ さんぼうし）
演：濱田碧生
織田信忠の嫡男。信長の嫡孫。
お市（おいち）
演：北川景子（幼少期：上村結羽）
信長の妹。浅井長政の正室、のち柴田勝家の妻。
乱世を「愉快」と言い切り、男に生まれなかった事を悔しがるなど男勝りの気性で、武芸の腕も立つ。
幼いころに溺れた自身を助けてくれた竹千代（家康）を慕い結婚を長年望んでいたが、家康の心が瀬名にあると知り浅井家に嫁ぐ。長政が信長を裏切ると家康に密書を送るが、浅井家を離れることは拒否して信長と対決する。
小谷城の落城後、娘たちと共に秀吉に保護される。堺にて家康と再会すると、信長の真意を家康に伝える。信長の死後は秀吉に対抗するため勝家と結婚し、勝家と秀吉が戦になると実質的な総大将として他の織田家臣や家康を味方につけようとする。しかし、織田家臣は賤ヶ岳の戦いで羽柴方につき、家康も織田家中の争いとして静観したため生還を断念、娘たちを包囲下の北ノ庄城から逃がして自害する（北ノ庄城の戦い）。
織田信秀（おだ のぶひで）
演：藤岡弘、
信長とお市の父。織田家先代当主。
嫡男・信長を厳しく育て、人格形成に影響を与える。三河を巡って今川義元と争い、松平広忠が従おうとしないため人質にした竹千代（家康）を処刑しようとするが、信長に止められる。信長の兄が今川勢に捕えられると、竹千代との人質交換に応じる。
当初は信長に対し「周りは全て敵、信じられるのは己1人」と説くが、自らの死期が近づくと「殺されてもいいと思える友を1人だけ持つこと」を許し、信長に家督を譲って後事を託す。

#### 織田家臣
柴田勝家（しばた かついえ）
演：吉原光夫
織田家家老。越前・北ノ庄城城主。通称は権六（ごんろく）。
武骨な風貌だが気配りができ、家康と信長の間を取り持つ。秀吉の底知れぬ才覚に恐れを抱き、しばしば尻を蹴り上げる。
早くから信長の側近を務め、清須会議の後は秀吉に対抗するためお市と結婚する。しかし、賤ヶ岳の戦いで敗れ、北ノ庄城の戦いにて自害する。
佐久間信盛（さくま のぶもり）
演：立川談春
織田家筆頭家老。
老練な重臣だが勘働きが鈍く、信長からは不満を持たれ秀吉からは侮られる。家康に対しては高圧的かつ消極的な態度を取る。
三方ヶ原の戦いでは援軍の役目を放棄し撤退する。徳川が織田に臣従すると監視役を務め、家康に水野信元の処断を迫る。一方で、信長からは「何かあったら責めを負うのはお前」と責問され、瀬名と信康の死後に失脚する。
明智光秀（あけち みつひで）
演：酒向芳
織田家家老。元は足利義昭の家臣（幕臣）。近江・坂本城城主。官途名は日向守（ひゅうがのかみ）。「惟任（これとう）」の姓を賜っており「惟任日向守光秀（これとう ひゅうがのかみ みつひで）」とも称する。信長からは「キンカン頭（きんかんあたま）」呼ばわりされる。
神経質で杓子定規な物言いをし、信長の権威を笠に着た高慢な態度を取る。家康とは馬が合わない。
義昭と信長に同時に仕え、信玄の死後に義昭を見限る。安土城での家康饗応にて家康が鯉の刺身に不審を抱いたことで信長から仕打ちを受け危機感を抱く。本能寺・二条城を襲撃して信長・信忠父子を死に追いやると家康の首に懸賞を掛けるが、羽柴勢に敗北（山崎の戦い）。敗走中に落ち武者狩りに遭って殺され、首級は秀吉の元に送り届けられる。
池田恒興（いけだ つねおき）
（池田恒興 → 池田勝入）
演：徳重聡
織田家家老。信長の乳兄弟。美濃・大垣城城主。道号は池田勝入（いけだ しょうにゅう）。
山崎の戦いで羽柴軍に加勢すると、清須会議では秀吉に賛同する。小牧長久手の戦いでも恩賞目当てで羽柴軍に加勢。膠着した戦局を打開するため、別動隊で徳川家の本拠地・岡崎城を強襲する「中入り」の策を秀吉に献策するが、その道中で徳川軍の迎撃に遭い戦死する。
丹羽長秀（にわ ながひで）
演：福澤朗
織田家家老。
平手政秀（ひらて まさひで）
演：マキノノゾミ
織田家家老。信長の傅役。
森乱（もり らん）
演：大西利空
織田家家臣。信長の近習。信長からは「お乱（おらん）」と呼ばれる。
本能寺の変にて信長を守るべく奮戦し運命を共にする。
森長可（もり ながよし）
演：城田優
織田家家臣。勝入（恒興）の娘婿。血気盛んで「鬼武蔵（おにむさし）」の異名を持つ。
小牧・長久手の戦いで羽柴軍に加勢するが、羽黒にて酒井忠次の襲撃に遭い撤退する。その後、勝入の提唱した「中入り」の策に乗るが、徳川軍の迎撃で戦死する。
堀秀政（ほり ひでまさ）
演：小橋川嘉人
織田家家臣。
津川雄光（つがわ かつみつ）、岡田重孝（おかだ しげたか）、浅井長時（あざい ながとき）
演：八代崇司（津川雄光）、佐藤誠（岡田重孝）、清水優志（浅井長時）
織田家家臣。信雄の重臣。

### 今川勢

#### 今川家
今川義元（いまがわ よしもと）
演：野村萬斎
駿河・遠江の大名。今川家先代当主。駿府・今川館の主。官途名は治部大輔（じぶたいふ）。家臣からは「太守様」（たいしゅさま）と呼ばれる。一人称は「余（よ）」。
広い度量とその気品で尊敬されるが、厳格な一面も持つ。人質として送られてきた元康（家康）に目を掛け、「武を持って治めるのは覇道。徳を持って治めるのは王道」「国の主は民」の教えは家康の進むべき指針となる。一方、氏真に対しては将才が乏しい事を指摘する。尾張の織田勢殲滅のため自ら出陣し、元康に金陀美具足（きんだみぐそく）の鎧を与えるが、信長率いる織田勢に討ち取られる（桶狭間の戦い）。
今川氏真（いまがわ うじざね）
（今川龍王丸 → 今川氏真 → 今川宗誾）
演：溝端淳平（幼少期：数井琥恩〈今川龍王丸〉）
義元の嫡男。今川家当主。幼名は今川龍王丸（いまがわ たつおうまる）。道号は今川宗誾（いまがわ そうぎん）。家臣からは「お屋形様（おやかたさま）」と呼ばれる。一人称は「余」。
御曹司としての意識が強く、激昂すると歯止めが効かない。竹千代（家康）を弟のように可愛がるが、成長するにつれ対抗意識を燃やす。偉大な父・義元に対する劣等感を持つ。
義元が信長に討たれると、弔い合戦よりも今川家の建て直しに奔走し元康（家康）の離反を招く。そのため、人質の三河衆を処刑し瀬名や関口一門らも処断しようとするが、鵜殿兄弟を人質とされ松平（徳川）との人質交換に応じる。武田・徳川勢に今川領を侵攻されると追い詰められ、懸川城に篭城する。しかし家康の説得で開城し、北条家へと落ちのびる。数年後、瀬名の「慈愛の国」構想への協力を約束する。晩年に出家して家康の庇護下に入ると、天下人としての重圧に苦しむ家康を励ます。
糸（いと）
演：志田未来
氏真の正室。北条氏政の妹。
氏真を陰ながら見守り、支えになりたいと願う。幼いころに石段から落ちた後遺症で、右足を引き擦る。
甲相駿三国同盟締結の証として氏真に嫁ぐ。懸川城開城の際、氏真との夫婦仲を修復したのち実家へと落ちのびる。瀬名の「慈愛の国」に賛同すると北条家への取次を買って出る。のちに夫婦で家康の庇護下に入る。

#### 今川家臣
関口氏純（せきぐち うじずみ）
演：渡部篤郎
今川家家老。今川一門衆。瀬名の父。
瀬名に甘く元康（家康）との婚姻を後押しするが、元康が織田方へ寝返ると屋敷に幽閉される。元康による瀬名の奪還計画を知ると、今川家を離れて松平家に仕えようとするが、計画が漏れて妻子とともに牢に入れられる。松平と今川の人質交換では、元康寝返りの責めを受けるため今川に残る。
巴（ともえ）
演：真矢ミキ
氏純の妻。瀬名の母。出自は今川家。
若いころ氏真の養育係を務め、娘と家柄の劣る元康（家康）との婚姻に反対する。婚礼後は瀬名を支えるが、今川からの脱出計画を田鶴に漏らしてしまう。人質交換では激昂する氏真を戒め、瀬名を励ましたのち今川に残る。
鵜殿長照（うどの ながてる）
演：野間口徹
今川家重臣。今川一門衆。三河・上ノ郷城城主。尾張・大高城城代。
対織田勢最前線の大高城に籠城し、落城寸前で元康（家康）の援軍に助けられるが、義元の討ち死にを知ると元康を城に残して逃亡する。
元康が織田へ寝返ると、関口家に探りを入れて脱出計画を掴み、半蔵と忍集団を撃退する。その後、元康による上之郷城攻めで忍集団に追い詰められ自害する。
鵜殿氏長（うどの うじなが）、鵜殿氏次（うどの うじつぐ）
演：寄川歌太（鵜殿氏長）、石田星空（鵜殿氏次）
長照の息子たち。
父と同様に自決を試みるが服部党に捕らえられ、松平と今川の人質交換で今川へ戻る。
田鶴（たづ）
（お田鶴 → 田鶴）
演：関水渚
長照の妹。瀬名の幼馴染。
今川一門に連なる出自である事を誇りとし、今川家へ忠誠を誓う。椿をこよなく愛し、そのような女子でありたいと願う。瀬名とは縁戚かつ親友の間柄で、敵対した後も気にかける。
瀬名らが幽閉されると相談相手となるが、脱出計画を氏真に密告したことで関口家を追い詰めてしまう。夫・飯尾連龍が家康の調略に応じると、氏真に密告。夫の誅死後は、自ら引間城の女城主となる。遠江に侵攻した徳川勢に対し、籠城して徹底抗戦の構えを見せ、家康の降伏勧告や瀬名の説得の手紙を拒否する。最後は城に火を放ち、徳川勢に突撃して討たれる。
飯尾連龍（いのお つらたつ）
演：渡部豪太
今川家家臣。遠江・引間城城主。田鶴の夫。
山田新右衛門（やまだ しんえもん）
演：天野ひろゆき
今川家家臣。三河・岡崎城城代。
たね
演：豊嶋花
関口家の侍女。
元康（家康）が織田へ寝返ると幽閉され、瀬名らが吉田城に連行されると駿府に留め置かれる。

### 武田勢

#### 武田家
武田信玄（たけだ しんげん）
演：阿部寛
甲斐・信濃の大名。武田家当主。甲府・躑躅ヶ崎館の主。
野心家かつ無類の戦上手で諜報戦と調略に長ける。「風林火山」を旗指物に掲げ、「戦は勝ってから始める」ことを是とする。
今川家と同盟を結んでいたが（甲相駿三国同盟）、義元が討ち死にするとその所領を狙う。千代から、身分の低い国衆と見下していた家康が成長しつつあるとの報告を受けると駿河侵攻の手駒として利用するが、駿府を手に入れると徳川領となった遠江の民衆を調略。家康が上杉謙信と同盟を結ぼうとした証拠を掴むと、人質としていた松平勝俊が徳川に奪われたことを機に西上作戦を開始する。その後、浜松城を敢えて素通りし、追撃してきた徳川勢を迎え撃って圧勝する（三方ヶ原の戦い）。しかし、病によって撤退し、信濃駒場で勝頼に後を託して亡くなる。その遺言により死は3年間秘匿とされる。
甲州征伐中の家康の脳裏に現れ、躑躅ヶ崎館まで辿り着いたことを称える。
武田四郎勝頼（たけだ しろう かつより）
演：眞栄田郷敦
信玄の息子。武田家の後継者。信玄からは「四郎（しろう）」と呼ばれている。
剛毅で誇り高く、調略や弁舌の才もあり、武将としての資質の高さは敵からも評価される。
幼少期から信玄による過酷な鍛錬を受ける。信玄の三回忌を終えると西上作戦を再開し、徳川の高天神城を奪う。また、徳川勢が家康と信康による二重権力状態であることに目を付け、千代らを使役して内紛を図る。設楽原の戦いでは織田・徳川勢に大敗するが、すぐに体制を立て直して戦いを継続。その後、瀬名の「慈愛の国」の構想に乗って徳川と小競り合いを続けるが、瀬名と信康の内通を織田に漏洩。織田と徳川の対立を計るも、2人が自害したことで計画は頓挫する。
遠江・高天神城への増援を送れず信用を失うと、織田・徳川勢による甲州征伐を機に家臣らから見放され、寝返りや逃亡に遭う。その後、織田信忠軍に追い詰められ、わずかな兵とともに甲斐天目山で討ち取られる。

#### 武田家臣
山県昌景（やまがた まさかげ）
（飯富昌景 → 山県昌景）
演：橋本さとし
武田家筆頭重臣。武田軍最強部隊・赤備えの指揮官。初名は飯富昌景（おぶ まさかげ）。
百戦錬磨の猛将で、三方ヶ原の戦いでは徳川勢を蹴散らす。設楽原の戦いにおいて勝頼に撤退を進言するも聞き入れられず、勝ち目が無いことを知りつつ先陣を志願。織田・徳川勢に突撃し戦死する。
穴山信君（あなやま のぶただ）
（穴山信君 → 穴山梅雪）
演：田辺誠一
武田家家臣。武田一門衆。道号は穴山梅雪（あなやま ばいせつ）。
信玄や勝頼に参謀として仕え、瀬名・信康調略のため唐人の医師・滅敬（めっけい）として接触するが、瀬名の考えに感服し謀略に乗る。甲州征伐で織田と徳川に忠誠を誓うと、伊賀越えでは家康の身代わりとなって落ち武者狩りに討たれる。
岡部元信（おかべ もとのぶ）
演：田中美央
武田家家臣。元は今川家家臣。
氏真の命を忠実に実行するが、武田勢の駿河侵攻で寝返る。勝頼から遠江・高天神城を任されると家康の兵糧攻めに耐え切れず降伏を申し出るが、認められず討ち死にする。
おふう、おりん、お愛（おあい）
演：天翔愛（おふう）、天翔天音（おりん）、愛白もあ（お愛）
武田家の間者。千代の一味。

### 真田勢
真田昌幸（さなだ まさゆき）
演：佐藤浩市
信濃の大名。元武田家家臣。上田城城主。官途名は安房守（あわのかみ）。「表裏比興の者（ひょうりひきょうのもの）」と称される。
「乱世を泳ぐ」事を何よりの楽しみとし、したたかだが誇り高い。趣味は囲碁で、碁石を打ちながら謀略を練る。
武田信玄の権謀術数を受け継ぎ、信長、北条、徳川と主君を変える。徳川と北条との取り決めで上野沼田が北条領となると引き渡しを拒み、上杉に鞍替えして上田城を攻めた徳川軍に勝利する（第一次上田合戦）。秀吉の計らいで徳川の与力となると、沼田の代替地に加え徳川家重臣の姫を家康の養女として信幸に嫁がせるよう家康に要求する。三成が挙兵すると西軍について秀忠軍を罠にはめるが（第二次上田合戦）、関ヶ原にて西軍が敗れたため紀伊九度山で蟄居となる。大坂の陣開戦の際には既に故人であり、亡くなる以前に「乱世を取り戻せ」という遺志を信繁に託していた。
真田信幸（さなだ のぶゆき）
演：吉村界人
昌幸の長男。舅・本多忠勝からは「婿殿（むこどの）」と呼ばれる。
第一次上田合戦では信繁と共に出陣する。真田が徳川の与力となった後、稲を妻とする。三成が挙兵すると、真田家を存続させるために父や弟と分かれ東軍につく。
稲（いな）
演：鳴海唯
信幸の妻。本多忠勝の娘。
幼少より父から武芸を仕込まれ、於愛の侍女を務めつつ礼儀作法の修行をする。信幸との結婚を一度は拒むが、自らの戦場として真田家に嫁ぐ。三成の挙兵により夫が家康のもとへ向かうと沼田城の留守を守り、西軍についた昌幸や信繁の入城を拒否するが、4人の子供たちとの対面は叶える。のちに天海による家康の神格化事業に参加する。
真田信繁（さなだ のぶしげ）
演：日向亘
昌幸の次男。豊臣家牢人。官途名は左衛門佐（さえもんのすけ）。
好戦的で、徳川家に対し強烈な敵愾心を持つ。「乱世を取り戻せ」という父の遺志を継ぎ、家康から「乱世の亡霊（らんせいのぼうれい）」と評される。
第一次上田合戦や第二次上田合戦で徳川勢を蹴散らすが、関ヶ原の戦いで西軍が負けたため九度山で蟄居となる。鍛錬を重ねた後、戦を求め大坂城の牢人に加わる。大坂冬の陣では「真田丸」を拠点に徳川勢を翻弄、 夏の陣では徳川本陣に突入して家康に襲い掛かるも討ち死にする。

### 北条勢
北条氏政（ほうじょう うじまさ）
演：駿河太郎
相模・武蔵・伊豆・上総・下総・上野の大名。相模・小田原城城主。北条家先代当主。
甲斐・信濃を巡って家康と争うも敗れ、和睦する（天正壬午の乱）。秀吉からの上洛要請を、瀬名の慈愛の国に夢を抱いたことから拒否。小田原城に籠城するも大軍勢を前に降伏し、秀吉の命で切腹する（小田原征伐）。
北条氏直（ほうじょう うじなお）
演：西山潤
氏政の嫡男。北条家当主。
徳川との和睦の条件して、おふうを正室とする。小田原討伐では小田原城に籠城するも降伏し、家康の助命で高野山に蟄居となる。
おふう
演：清乃あさ姫
氏直の正室。家康の次女。母はお葉。
小田原討伐にて和議を結ぶよう氏政と氏直を説得する。

### 浅井勢
浅井長政（あざい ながまさ）
演：大貫勇輔
北近江の大名。小谷城城主。官途名は備前守（びぜんのかみ）。お市の先夫。
真摯かつ誠実で義兄・信長から信頼され、京で出会った家康とも共闘するが、信長の苛烈なやり方に不信感を抱き、信長が越前の大名・朝倉義景を攻めると裏切る。姉川の戦いでは家康を味方にしようとするも失敗し敗走。のちに、織田勢に侵攻され小谷城で自害する。
仙千代（せんちよ）
浅井家家臣。
阿月（あづき）
演：伊東蒼
浅井家の侍女。越前金ヶ崎出身。
下級武士の父に売り飛ばされ、小谷城下でお市に拾われる。お市が家康に送った浅井勢裏切りの密書が奪われると、浅井兵に妨害されながらも金ヶ崎まで疾走し、家康に「お退き候え」と告げて亡くなる。

### 東海地方の人々

#### 東海地方の国衆
水野信元（みずの のぶもと）
演：寺島進
織田方の国衆。三河・刈谷城城主。於大の兄。家康の母方の伯父。久松長家からは「義兄殿（ぎけいどの）」と呼ばれている。官途名は下野守（しもつけのかみ）。
「人生は博打」の考えで今川から織田へ同盟相手を変え、松平勢を大敗させると元康（家康）を織田へ寝返らせる。三河一向一揆では松平勢と本證寺との仲介役を務め、三方ヶ原の戦いでは織田方の援軍として参戦するが佐久間勢の撤退を見て家康を見捨てる。武田に兵糧を送った罪で岡崎へ移されると、家康に自害を迫られ長家を人質に取るが、親吉に誅殺される。
松平昌久（まつだいら まさひさ）
演：角田晃広
三河の国衆。大草松平家当主。
松平宗家の座を狙い、家康の父祖の代から何度も裏切る。尾張から三河へ戻る元康（家康）一行を襲うが、反撃に驚き道を開ける。三河一向一揆でも元康に反旗を翻すが鎮圧される。
吉良義昭（きら よしあきら）
演：矢島健一
今川方の国衆。三河・東条城城主。
元康（家康）と組んで水野勢を攻めるが失敗し（石ヶ瀬川の戦い）、織田方へ寝返った元康に攻撃される。三河一向一揆では元康に反旗を翻し、松平家臣団に密書を大量に送るが、一揆が終息すると捕えられる。
戸田宗光（とだ むねみつ）
演：真水稔生
三河の国衆。
今川へ人質となる竹千代（家康）を預かるが、織田に寝返り竹千代を引き渡す。

#### 三河一向宗
空誓上人（くうせいしょうにん）
演：市川右團次
三河・本證寺の住職。蓮如の曾孫。
「現世の罪は現世限り」の教えで一向宗門徒の人気を得る。また、自身を「苦しみから救う側」、武士を「苦しみを与える側」と称し、家康に戦を無くす方法を問われても「知らん」と突き放すのみであった。家康が「不入の権」を侵すと上宮寺・勝鬘寺・土呂御堂本宗寺とともに武装蜂起するが、門徒が多数犠牲となることに心を痛め家康と和睦する（三河一向一揆）。
仙千代（せんちよ）、太兵衛（たへえ）、茂吉（もきち）
夏目広次の家臣。一向宗門徒。
茜丸（あかねまる）
演：蒼井旬
本證寺寺内町の少年。一向宗門徒。
おきく
演：長谷川澪
茜丸の妹。
お玉（おたま）
演：井頭愛海（幼少期：瑠璃）
本多正信の幼なじみ。一向宗門徒。顎の左側にほくろがある。

#### 東海地方の文化人・市井
登譽上人（とうよしょうにん）
演：里見浩太朗
三河の松平家菩提寺、大樹寺の住職。
大草松平勢に追われた元康（家康）を匿う。また、松平家が清和源氏新田氏流である世良田（せらだ）家、得川（とくがわ）家の後裔である証拠を発見する。
老婆
演：柴田理恵
遠江・引間（浜松）城下で団子を売り、三方ヶ原の戦いで惨敗した家康の食い逃げや脱糞の噂を広める。家康が駿府に移る際に民へ感謝の施しを行うと謝罪し、家康が神格化されてからも往年の逸話を語る。

### 畿内・近畿地方の人々

#### 京・堺の人々
足利義昭（あしかが よしあき）
演：古田新太
（足利義昭 → 足利昌山）
室町幕府15代将軍。道号は足利昌山（あしかが しょうざん）。のちに准三后。
信長に担がれ将軍となるが、愚鈍かつ大の酒好きであるため信長の傀儡となる。家康に対しては「徳川」への改姓を認めず、「松平」と呼び続ける。三方ヶ原で家康が討たれたと聞き挙兵するが（槇島城の戦い）、武田勢が退却したため信長により京から追放される。
出家したのち諸大名に将軍自慢をする。肥前名護屋城では秀吉と家康に、頂に立つ者は孤独であり信頼する者を間違えるなと諭す。
津田宗及（つだ そうぎゅう）
演：山上賢治
和泉堺の会合衆。茶人。
松井友閑（まつい ゆうかん）
演：村上かず
堺の代官。茶人。

#### 伊賀・甲賀の忍
百地丹波（ももち たんば）
演：嶋田久作
伊賀流の長。
天正伊賀の乱で信長を恨み、明智勢に味方するため伊賀越え中の家康を捕らえるが、軍師・本多正信の説得で助命する。
伴与七郎（ばん よしちろう）
演：新田健太
甲賀流の忍。多羅尾光俊の家臣。隻眼。
上ノ郷城攻めで鵜殿長照を追い詰めるが生け捕りに失敗する。後に、伊賀越え中の家康一行を光俊とともに出迎える。
多羅尾光俊（たらお みつとし）
演：きたろう
甲賀流の長。近江・小川城城主。
服部（はっとり）
演：星川祐樹
伊賀流の忍。

## スタッフ
- 脚本：古沢良太
- 音楽・ピアノ演奏：稲本響
- 語り：寺島しのぶ[53]
- 副音声解説：宗方脩
- テーマ音楽「暁の空」
  - 演奏：NHK交響楽団
  - 指揮：尾高忠明
- 題字・ロゴデザイン：GOO CHOKI PAR（浅葉球、飯高健人、石井伶）
- 制作統括：磯智明、村山峻平
- プロデューサー：村山峻平、川口俊介
- 演出統括：加藤拓
- 演出：村橋直樹、川上剛、小野見知、田中諭、野口雄大、梶原登城

- 時代考証：小和田哲男、平山優、柴裕之
- 風俗考証：佐多芳彦
- 建築考証：三浦正幸
- 芸能考証：友吉鶴心
- 古文書考証：大石泰史
- 人物デザイン監修：柘植伊佐夫
- 特殊メイク：江川悦子、神田文裕、高畑遥夏
- 所作指導：花柳寿楽、花柳錦千代、花柳忠彦、藤蔭静千華
- アクション指導：諸鍛冶裕太
- 武術指導：松本真治
- 馬術指導：田中光法
- 仏事指導：古川周賢、近松誉
- 書道指導：金敷駸房
- 華道・茶道指導：井関脩智
- 木彫り指導：関侊雲
- 蹴鞠指導：山本隆史
- 医事指導：冨田康彦
- 忍者指導：山田雄司
- 忍者アクション指導：川上仁一
- 漢籍音読指導：合山林太郎
- 裁縫指導：小林操子
- 助産指導：三宅はつえ
- 舞踏指導：TAKAHIRO
- 囲碁指導：田尻悠人
- 三河ことば指導：柴田浩味
- 尾張ことば指導：早川剛史
- ポルトガル語指導：オジエル・ノザキ

### どうする家康ツアーズ
- 語り：松重豊[33]
- 音楽：稲本響
- ピアノ演奏：稲本響（第1回 - 第3回、第5回、第7回、第8回、第11回、第12回、第15回、第17回 - 第20回、第23回 - 第25回、第27回 - 第30回、第32回 - 第34回、第36回、第39回、第42回 - 最終回）
- ストリングス演奏：江口心一ストリングス（第39回、第44回）
- 出演：
  - 松本潤（第1回 - 第3回、第7回、第11回、第15回、第18回、第25回、最終回）
  - 松嶋菜々子（第10回）
  - 細田佳央太（第17回、第23回、第24回）
  - 板垣李光人（第20回、第24回、第42回）
  - 有村架純（第25回）
  - 小手伸也（第31回、第32回、第37回）
  - 広瀬アリス（第36回）
  - 山田裕貴（第43回）
  - 作間龍斗（第45回、第47回）
  - 原菜乃華（第45回、第47回）

## 放送

### 放送時間
- 総合：毎週日曜 20時 - 20時45分
- （再放送）総合：毎週土曜 13時5分 - 13時50分

BS放送における先行放送
- BSプレミアム4K[注釈 24]：毎週日曜 12時15分 - 13時 [注釈 25][54]、18時 - 18時45分[注釈 26]
- BS[注釈 27]：毎週日曜 18時 - 18時45分 
BS放送は2023年12月1日午前0時をもって再編が行われ、BSプレミアム4KとBSも放送時間を継承した。

### 放送日程
- 初回と最終回は15分拡大。
- 第20回統一地方選挙実施による、開票速報特別番組放送に伴い、4月9日は放送休止、同月23日は総合のみ放送時間を15分繰り下げて、20時15分開始[55]。
- 9月10日は、ラグビーワールドカップ2023：日本 vs チリを放送のため休止[56]。

| 放送回                                                                       | 放送日   | サブタイトル           | 演出     | どうする家康ツアーズ | 地上波視聴率 |
| ---------------------------------------------------------------------------- | -------- | ---------------------- | -------- | --- | ------------ |
| 第01回                                                                       | 01月08日 | どうする桶狭間         | 加藤拓   | 久能山東照宮（静岡県静岡市） 静岡浅間神社（静岡県静岡市） 静岡市役所静岡庁舎前郵便ポストプラモニュメント（静岡県静岡市）                                                                                 | 15.4％       |
| 第02回                                                                       | 01月15日 | 兎と狼                 | 村橋直樹 | 岡崎公園（岡崎城・東照公産湯の井戸）（愛知県岡崎市） 龍城神社（愛知県岡崎市） 大樹寺（愛知県岡崎市） | 15.3%        |
| 第03回                                                                       | 01月22日 | 三河平定戦             | 村橋直樹 | 静岡浅間神社（静岡県静岡市） 駿府城公園（静岡県静岡市） | 14.8%        |
| 第04回                                                                       | 01月29日 | 清須でどうする！       | 村橋直樹 | 清洲古城跡公園（愛知県清須市） 御園神明社（愛知県清須市） 清洲城（愛知県清須市） | 13.9%        |
| 第05回                                                                       | 02月05日 | 瀬名奪還作戦           | 加藤拓   | 千賀地城跡（三重県伊賀市） 伊賀流忍者博物館（三重県伊賀市） 敢國神社（三重県伊賀市） | 12.9%        |
| 第06回                                                                       | 02月12日 | 続・瀬名奪還作戦       | 川上剛   | 上ノ郷城跡（愛知県蒲郡市） 正行院（愛知県蒲郡市） | 13.3%        |
| 第07回                                                                       | 02月19日 | わしの家               | 小野見知 | 岡崎公園（愛知県岡崎市） 桶狭間古戦場 伝説地（愛知県豊明市） 桶狭間古戦場公園（愛知県名古屋市） | 13.1%        |
| 第08回                                                                       | 02月26日 | 三河一揆でどうする！   | 川上剛   | 岡崎公園（愛知県岡崎市） 勝鬘寺（愛知県岡崎市） 上宮寺（愛知県岡崎市） 本證寺（愛知県安城市） | 12.1%        |
| 第09回                                                                       | 03月05日 | 守るべきもの           | 小野見知 | 西尾城（西尾市歴史公園）（愛知県西尾市） 東条城跡（古城公園）（愛知県西尾市） 稲荷山茶園公園（愛知県西尾市） 紅樹院（愛知県西尾市）                                                                      | 11.8%        |
| 第10回                                                                       | 03月12日 | 側室をどうする！       | 小野見知 | 緒川城址（愛知県東浦町） 於大公園（愛知県東浦町） 刈谷城址（亀城公園）（愛知県刈谷市） 椎の木屋敷跡（愛知県刈谷市） 楞厳寺公園（愛知県刈谷市） 三河木綿の体験工房（愛知県蒲郡市）                        | 07.2%        |
| 第11回                                                                       | 03月19日 | 信玄との密約           | 村橋直樹 | 浜松まつり会館（静岡県浜松市） 元城町東照宮（静岡県浜松市） 椿姫観音（静岡県浜松市） | 10.9%        |
| 第12回                                                                       | 03月26日 | 氏真                   | 村橋直樹 | 掛川城（静岡県掛川市） 龍尾神社（静岡県掛川市） 掛川古城（静岡県掛川市） | 11.0%        |
| 第13回                                                                       | 04月02日 | 家康、都へゆく         | 川上剛   | 小谷城跡（滋賀県長浜市） 国友鉄砲ミュージアム（滋賀県長浜市） 長浜市曳山博物館（滋賀県長浜市） | 11.0%        |
| 第14回                                                                       | 04月16日 | 金ヶ崎でどうする！     | 川上剛   | 熊川宿（福井県若狭町） 得法寺（福井県若狭町） 妙顕寺 （福井県敦賀市） 金ヶ崎城跡（福井県敦賀市） | 11.4%        |
| 第15回                                                                       | 04月23日 | 姉川でどうする！       | 田中諭   | 元城町東照宮（弘間城跡）（静岡県浜松市） 浜松城（静岡県浜松市） 遠江分器稲荷神社（静岡県浜松市） | 11.1%        |
| 第16回                                                                       | 04月30日 | 信玄を怒らせるな       | 加藤拓   | 武田神社（山梨県甲府市） 甲斐黄金村・湯之奥金山博物館（山梨県身延町） | 10.7%        |
| 第17回                                                                       | 05月07日 | 三方ヶ原合戦           | 小野見知 | 二俣城跡（静岡県浜松市） | 10.1%        |
| 第18回                                                                       | 05月14日 | 真・三方ヶ原合戦       | 村橋直樹 | 三方ヶ原古戦場碑（静岡県浜松市） 浜松八幡宮（静岡県浜松市） 浜松城（浜松城公園）（静岡県浜松市） 犀ヶ崖（静岡県浜松市）                                                                                  | 10.9%        |
| 第19回                                                                       | 05月21日 | お手付きしてどうする！ | 加藤拓   | 恵林寺・信玄公宝物館（山梨県甲州市） | 11.5%        |
| 第20回                                                                       | 05月28日 | 岡崎クーデター         | 野口雄大 | 井伊谷城跡（城山公園）（静岡県浜松市） 共保公出生の井戸（静岡県浜松市） 龍潭寺（静岡県浜松市） | 10.4%        |
| 第21回                                                                       | 06月04日 | 長篠を救え！           | 川上剛   | 長篠城址史跡保存館（愛知県新城市） 鳥居強右衛門勝商上陸の地（愛知県新城市） 鳥居強右衛門磔死の碑（愛知県新城市） 甘泉寺（愛知県新城市） 新昌寺（愛知県新城市）                                           | 10.8%        |
| 第22回                                                                       | 06月11日 | 設楽原の戦い           | 田中諭   | 設楽原古戦場（愛知県新城市） 織田信長戦地本陣跡（愛知県新城市） 家康物見塚（愛知県新城市） | 10.8%        |
| 第23回                                                                       | 06月18日 | 瀬名、覚醒             | 小野見知 | 大樹寺（愛知県岡崎市） 松平東照宮（愛知県豊田市） 高月院（愛知県豊田市） | 10.2%        |
| 第24回                                                                       | 06月25日 | 築山へ集え！           | 加藤拓   | 高天神城跡（搦手門）（静岡県掛川市） | 10.0%        |
| 第25回                                                                       | 07月02日 | はるかに遠い夢         | 村橋直樹 | 佐鳴湖 小藪船着場跡（静岡県浜松市） 西来院（静岡県浜松市） 浜松城（浜松城公園）（静岡県浜松市） | 10.6%        |
| 第26回                                                                       | 07月09日 | ぶらり富士遊覧         | 川上剛   | 本栖湖（山梨県） 富士山本宮浅間大社（静岡県富士宮市） 人穴富士講遺跡（静岡県富士宮市） 白糸の滝（静岡県富士宮市） 浮島ヶ原自然公園（静岡県富士市）                                                       | 10.7%        |
| 第27回                                                                       | 07月16日 | 安土城の決闘           | 加藤拓   | 安土城跡（滋賀県近江八幡市） 滋賀県立安土城考古博物館（滋賀県近江八幡市） 常楽寺港舟入跡（常浜水辺公園）（滋賀県近江八幡市） セミナリヨ推定地（滋賀県近江八幡市） 安土城天主信長の館（滋賀県近江八幡市） | 10.0%        |
| 第28回                                                                       | 07月23日 | 本能寺の変             | 村橋直樹 | 堺市博物館（大阪府堺市） 自転車の博物館（大阪府堺市） 開口神社（大阪府堺市） 妙國寺（大阪府堺市） | 12.7%        |
| 第29回                                                                       | 07月30日 | 伊賀を越えろ！         | 川上剛   | 小川城跡（滋賀県甲賀市） 明王寺（滋賀県甲賀市） 徳永寺（三重県伊賀市） 白子浜（三重県鈴鹿市） | 11.5%        |
| 第30回                                                                       | 08月06日 | 新たなる覇者           | 野口雄大 | 余呉湖（滋賀県長浜市） 北の庄城址（柴田公園）（福井県福井市） 西光寺（福井県福井市） | 09.4%        |
| 第31回                                                                       | 08月13日 | 史上最大の決戦         | 田中諭   | 犬山城（愛知県犬山市） 楽田城址（愛知県犬山市） | 10.1%        |
| 第32回                                                                       | 08月20日 | 小牧長久手の激闘       | 加藤拓   | 史跡 小牧山（愛知県小牧市） 長久手公園（古戦場公園）（愛知県長久手市） 首塚（愛知県長久手市） 教圓寺（愛知県長久手市）                                                                                   | 10.2%        |
| 第33回                                                                       | 08月27日 | 裏切り者               | 加藤拓   | 大阪城公園（大阪府大阪市） 宝厳寺（滋賀県長浜市） | 10.1%        |
| 第34回                                                                       | 09月03日 | 豊臣の花嫁             | 小野見知 | 松本城（長野県松本市） 中町通り（長野県松本市） 天白神社（長野県松本市） 兎川寺（長野県松本市） | 11.7%        |
| 第35回                                                                       | 09月17日 | 欲望の怪物             | 村橋直樹 | 上田城跡公園（長野県上田市） 北国街道 柳町（長野県上田市） | 10.1%        |
| 第36回                                                                       | 09月24日 | 於愛日記               | 村橋直樹 | 五社神社（静岡県浜松市） 宝台院（静岡県静岡市） | 09.9%        |
| 第37回                                                                       | 10月01日 | さらば三河家臣団       | 川上剛   | 小田原城（神奈川県小田原市） 石垣山一夜城（神奈川県小田原市） | 10.1%        |
| 第38回                                                                       | 10月08日 | 唐入り                 | 梶原登城 | 名護屋城跡（佐賀県唐津市） 佐賀県立名護屋城博物館（佐賀県唐津市） | 07.4%        |
| 第39回                                                                       | 10月15日 | 太閤、くたばる         | 村橋直樹 | 回向院（愛知県岡崎市） 井田城跡（愛知県岡崎市） 福谷城跡（愛知県みよし市） 吉田城跡（愛知県豊橋市） | 10.4%        |
| 第40回                                                                       | 10月22日 | 天下人家康             | 野口雄大 | 石田会館（滋賀県長浜市） 観音寺（滋賀県米原市） | 11.1%        |
| 第41回                                                                       | 10月29日 | 逆襲の三成             | 田中諭   | 黒島（大分県臼杵市） 洋式帆船建造の地（静岡県伊東市） 塚山公園 按針塚（神奈川県横須賀市） 浄土寺（神奈川県横須賀市） 三浦按針之墓（長崎県平戸市）                                                        | 10.1%        |
| 第42回                                                                       | 11月05日 | 天下分け目             | 川上剛   | 明治天皇伏見桃山陵（京都府京都市） 伏見桃山城運動公園（京都府京都市） 養源院（京都府京都市） | 10.0%        |
| 第43回                                                                       | 11月12日 | 関ヶ原の戦い           | 梶原登城 | 関ケ原古戦場（決戦地）（岐阜県関ケ原町） 若宮八幡神社（岐阜県関ケ原町） | 11.9%        |
| 第44回                                                                       | 11月19日 | 徳川幕府誕生           | 村橋直樹 | 旧江戸城（皇居東御苑）（東京都千代田区） 日本橋（東京都中央区） 「銀座発祥の地」の碑（東京都中央区） 浅草寺（東京都台東区）                                                                              | 11.0%        |
| 第45回                                                                       | 11月26日 | 二人のプリンス         | 田中諭   | 寺町通（京都府京都市） 三条大橋（京都府京都市） 方広寺（京都府京都市） 元離宮二条城（京都府京都市） | 11.6%        |
| 第46回                                                                       | 12月03日 | 大坂の陣               | 中村周祐 | 大阪城公園（大阪府大阪市） 茶臼山（天王寺公園）（大阪府大阪市） 三光神社（大阪府大阪市） 九度山・真田ミュージアム（和歌山県九度山町）                                                                    | 11.6%        |
| 第47回                                                                       | 12月10日 | 乱世の亡霊             | 川上剛   | 大阪城公園（大阪府大阪市） 東光院（大阪府豊中市） 養源院（京都府京都市） | 11.0%        |
| 最終回                                                                       | 12月17日 | 神の君へ               | 村橋直樹 | 日光東照宮（栃木県日光市） | 12.3%        |
| 平均視聴率 11.2%（視聴率はビデオリサーチ調べ、関東地区・世帯・リアルタイム） |          |                        |          | |              |

### 総集編
2023年12月29日に総合・BS4Kで同時放送。
| 放送回 | サブタイトル | 放送時間            | 本編回          |
| ------ | ------------ | ------------------- | --------------- |
| 第一章 | 始まりのとき | 13時05分 - 14時14分 | 第01回 - 第12回 |
| 第二章 | 試練のとき   | 14時14分 - 15時24分 | 第13回 - 第26回 |
| 第三章 | 躍動のとき   | 15時29分 - 16時39分 | 第27回 - 第39回 |
| 第四章 | 覚悟のとき   | 16時39分 - 17時49分 | 第40回 - 最終回 |

### 関連番組

#### テレビ番組
- どうする松本潤? 徳川家康の大冒険（NHK BSプレミアム・BS4K） - 出演は松本潤。
  - 第1回（2022年3月26日）[59]
  - 第2回（2022年9月10日）[60]
- 東海 ドまんなか!（NHK名古屋放送局）
  - 来年の大河ドラマ「どうする家康」愛知でクランクイン！SP（2022年6月24日）[61] - 出演は山田裕貴、岡部大。
  - 「どうする家康」松本潤&家臣団が大集結！ ウラ話トークSP（2023年1月27日[62]・2月12日）[63][64] - 出演は松本潤、大森南朋、山田裕貴、杉野遥亮、音尾琢真、小手伸也、岡部大、甲本雅裕、松重豊。インタビューは有村架純、波岡一喜、松嶋菜々子、小和田哲男。
- ブラタモリ（NHK総合）[65]
  - 静岡〜家康が愛した駿府ってどんな所？〜（2022年12月3日・2023年1月13日）
  - 彦根〜なぜ家康は“彦根がイイ”と思った？〜（2023年6月22日） - 2017年12月9日放送分。
  - 関ケ原の戦い〜天下の分け目は地形にあり!?〜（2023年6月24日） - 出演は小和田哲男。
  - 岐阜〜岐阜は信長が夢見た“平和の都”!?〜（2023年6月29日） - 2017年12月2日放送分。
- 先人たちの底力 知恵泉（NHK Eテレ）[66]
  - “さる知恵にあらず” 天下人秀吉の交渉術（2022年12月13日）[67] - 出演は小和田哲男。
  - “たぬきも納得” 天下人家康の交渉術（2022年12月20日）[68] - 出演は小和田哲男。
  - 出張スペシャル 徳川軍団 最強の秘密（2023年3月21日）[69] - 出演は真矢ミキ、細田佳央太、板垣李光人、小和田哲男。
  - 家康をつくった“三方ヶ原の戦い” 失敗こそ成功への指針（2023年5月6日）[70]
  - 今川氏真の生き残り術 敗北からの復活劇（2023年8月22日）[71] - 出演は溝端淳平。
  - 今川氏真の生き残り術 華麗なる転身 再び表舞台へ（2023年8月29日）[72] - 出演は溝端淳平。
  - その転職 スジはあるか？ 石川数正（2023年11月28日）[73] - 出演は小和田哲男。
- 歴史探偵（NHK総合）[74]
  - 情報戦 関ヶ原（2022年12月14日）
  - どうする家康 コラボスペシャル（2023年1月1日）[75] - 出演は松本潤、杉野遥亮。インタビューは平山優。
  - 戦略家 今川義元（2023年1月4日）[76] - 出演は溝端淳平。
  - 家康の顔（2023年3月8日）
  - VR探検! 信長の安土城（2023年3月15日）
  - 江戸の将軍たち（2023年4月5日）
  - 武田信玄 最強の秘密（2023年4月26日）
  - 徳川四天王（2023年5月31日）[77] - 出演は杉野遥亮、板垣李光人。インタビューは大森南朋、山田裕貴。
  - 長篠の戦い（2023年6月7日）[78]
  - 家康VS.秀吉 どうする家康コラボスペシャル（前編）（2023年8月23日）[79] - 出演は松本潤、板垣李光人。インタビューは平山優。
  - 家康VS.秀吉 どうする家康コラボスペシャル（後編）（2023年8月30日）[80] - 出演は松本潤、板垣李光人。
  - 信長・秀吉・家康 天下人の趣味（2023年9月6日）
  - 北条100年王国の秘密（2023年9月27日）
  - 本当はスゴい! 織田信雄（2023年10月18日） - 出演は浜野謙太。
  - どうする家康コラボスペシャル 天下分け目の特別調査（2023年11月1日） - 出演は松山ケンイチ、小手伸也。現地取材は山田裕貴、原菜乃華、板垣李光人。
  - VR関ヶ原 西軍・幻の大作戦（2023年11月15日）
  - 大坂の陣 真田信繁VS.徳川家康（2023年12月6日） - ナレーションは原菜乃華。
- 家康の甲冑（かっちゅう） 〜知られざる素顔に迫る〜（NHK BSプレミアム・BS4K、2022年12月28日）[81][82] - 出演はイッセー尾形、関水渚、岡部大、小和田泰経。
- 偉人の年収 How much?（NHK Eテレ）
  - 戦国大名 徳川家康（2023年1月3日）[83]
  - 戦国大名 織田信長（2023年7月3日）[84]
  - 戦国武将 豊臣秀吉（2023年11月13日）[85]
- 武将温泉（NHK総合）
  - 徳川家康編（2023年1月4日）[86]
  - 武田信玄編（2023年5月1日）[87]
- 英雄たちの選択（NHK BSプレミアム・BS4K）[88] - ナレーションは松重豊。
  - スペシャル 戦国のプロが選ぶ 徳川家康・平和への選択（2023年1月7日）[89][90] - 出演は小和田哲男、平山優。
  - 家康 絶体絶命！ 「金ヶ崎の退き口」の真実（2023年2月15日）[91]
  - 奔走！ 家康の最も忙しい年〜運命の元亀元年〜（2023年4月5日）[92] - 出演は平山優。
  - 天下人を生んだ一族 三河松平家の実像（2023年6月21日）[93][94] - 出演は平山優。
  - どうした？石川数正 〜なぜ家康の忠臣は出奔したのか〜（2023年8月30日）[95][96] - 出演は松重豊、平山優。
  - 小早川秀秋の関ヶ原 〜裏切り者か？心優しき若き武将か？〜（2023年11月8日）[97][98]
- 土スタ（NHK総合）
  - 『どうする家康』特集（2023年1月14日）[99] - 出演は松本潤。インタビューは有村架純、大森南朋、山田裕貴、岡部大。
  - 『どうする家康』特集（2023年2月25日）[100] - 出演は大森南朋。インタビューは松本潤、松重豊、山田裕貴、音尾琢真、猫背椿。
  - 『どうする家康』特集（2023年6月24日）[101] - 出演は有村架純、久保史緒里。インタビューは松本潤、細田佳央太、古川琴音。
  - 『どうする家康』特集（2023年7月22日）[102] - 出演は岡田准一。インタビューは松本潤、北川景子、ムロツヨシ、酒向芳。
  - 『どうする家康』特集（2023年9月23日）[103] - 出演は山田裕貴。インタビューは松本潤、杉野遥亮、板垣李光人、波岡一喜、木村昴。
- 絶対行きたくなる! ニッポン不滅の名城（NHK BSプレミアム）
  - 徳川家康の城（前編）（2023年1月14日）[104]
  - 徳川家康の城（後編）（2023年2月26日）[105]
- ロコだけが知っている「ふるさと自慢対決！ 大河コラボ 愛知対千葉」（2023年1月18日、NHK総合）[106] - 出演は山田裕貴、杉野遥亮、広瀬アリス。
- 「どうする家康」スペシャル・トークショー 〜出演俳優が巡る"東海プレミアリレー"〜（2023年2月5日、NHK名古屋放送局）[107] - 出演は松本潤、有村架純、大森南朋、山田裕貴、杉野遥亮。司会は天野ひろゆき。
- 小栗旬×松本潤 今だからこそ、大河について話そう（NHK総合、2023年2月12日）[108] - 出演は松本潤、小栗旬（『鎌倉殿の13人』主演）。
- しろたび 〜家康を生んだ城下町スペシャル〜（NHK BSプレミアム・BS4K、2023年2月10日）[109]
- どうする家康 大河たび（NHK名古屋放送局）[110] - ナレーションは久保史緒里。
  - 松本潤×静岡市（久能山東照宮）（2023年4月13日）
  - 松本潤×静岡市（久能山東照宮博物館）（2023年4月20日）
  - 松本潤×浜松市（光明寺（2023年5月1日）
  - 松本潤×岡崎市（三河花火）（2023年5月2日）
  - 松本潤×岡崎市（八丁味噌）（2023年5月8日）
  - 松嶋菜々子×刈谷市（2023年5月9日）
  - 松嶋菜々子×阿久比町（2023年5月10日）
  - 松本潤×浜松市（浜松八幡宮）（2023年5月18日）
  - 松本潤×浜松市（家康由来の名字）（2023年5月25日）
  - 松本潤×静岡市（プラモデルの街）（2023年6月8日）
  - 細田佳央太×豊田市・浜松市（2023年7月13日）
  - 細田佳央太・板垣李光人×掛川市 前編（2023年8月3日）
  - 細田佳央太・板垣李光人×掛川市 後編（2023年8月10日）
  - 広瀬アリス×静岡市（2023年9月7日）
  - 小手伸也×犬山市（2023年10月5日）
  - 小手伸也×小牧市（2023年10月12日）
  - 小手伸也×長久手市（2023年10月19日）
  - 山田裕貴×岐阜・関ケ原町 岐阜関ケ原古戦場記念館（2023年11月9日）
  - 山田裕貴×岐阜・関ケ原町 関ヶ原の戦跡（2023年10月16日）
  - 総集編スペシャル（2023年12月17日）
- 100カメ「アクションチーム 大河ドラマ『どうする家康』を支える職人集団に密着！」（2023年5月16日、NHK総合）[111]
- いざ出陣！ 市民たちの武者行列〜浜松まつり×大河ドラマ『どうする家康』〜（2023年5月30日、NHK総合）[112] - 出演は松本潤、板垣李光人、岡部大、甲本雅裕。
- チャリダー★快汗!サイクルクリニック「歴史街道の旅 神君伊賀越え編」（2023年7月30日、NHK総合）[113][114] - 2022年7月9日、NHK BS1放送分。
- 明鏡止水〜武のKAMIWAZA〜「武のSEKIGAHARA」（2023年8月16日、NHK総合）[115] - 出演は岡田准一、松本まりか。
- 大河ドラマ「どうする家康」ファン感謝祭 〜「皆のおかげじゃ！」〜（NHK総合）[116][117] - 出演は松本潤、大森南朋、山田裕貴、杉野遥亮、板垣李光人、音尾琢真、木村昴、松本若菜、松山ケンイチ、ムロツヨシ、北川景子、稲本響。司会は小手伸也。ナレーションは原菜乃華、木村昴。
  - Vol.1（2023年12月10日）
  - Vol.2（2023年12月17日）
- 大河ドラマ舞台裏スペシャル「もうひとつの“どうする家康”」（2023年12月17日、NHK総合）[118] - インタビューは松本潤、大森南朋、山田裕貴、甲本雅裕、有村架純、阿部寛、松山ケンイチ、岡田准一、ムロツヨシ、北川景子。ナレーションは久保史緒里。
- NHKスペシャル「家康の世界地図 〜知られざるニッポン“開国”の夢〜（2023年12月17日、NHK総合）[119]
- 「どうする家康」最終回 東海スペシャル・トークショー（2023年12月29日、NHK総合）[120] - 出演は（静岡会場）松本潤、松嶋菜々子、小手伸也、松本若菜、溝端淳平、古沢良太、（浜松会場）板垣李光人、鳴海唯、波岡一喜、（岡崎会場）岡部大、井上祐貴、久保史緒里。

#### ラジオ番組
- ラジオ深夜便「もっと、どうする家康」（NHKラジオ第1・FM）[121] - 司会は友吉鶴心（薩摩琵琶奏者）。
  - 磯智明（制作統括）（2023年1月8日）
  - 杉野遥亮（榊原康政 役）（2023年1月22日）
  - 大森南朋（酒井忠次 役）（2023年2月5日）
  - 柘植伊佐夫（人物デザイン監修）（2023年2月19日）
  - 岡部大（平岩親吉 役）（2023年3月5日）
  - 関水渚（田鶴 役）（2023年3月19日）
  - 村橋直樹（演出）（2023年4月2日）
  - 大貫勇輔（浅井長政 役）（2023年4月16日）
  - 花柳寿楽（所作指導）（2023年4月30日）
  - 山田崇臣（美術統括）（2023年5月7日）
  - 加藤拓（演出統括）（2023年5月21日・6月4日）
  - 板垣李光人（井伊直政 役）（2023年6月18日）
  - 有村架純（瀬名 役）（2023年7月2日）
  - 広瀬アリス（於愛の方 役）（2023年7月30日）
  - 友吉鶴心（芸能考証・指導）（2023年8月6日） - ゲスト出演なし。
  - 古川朋美（持ち道具）（2023年8月20日）
  - 松山ケンイチ（本多正信 役）（2023年9月3日）
  - 川上剛（演出）（2023年9月17日）
  - 島津楽貴（音響統括）（2023年10月1日）
  - 松本若菜（阿茶局 役）（2023年10月8日）
  - 牛尾裕一（照明）（2023年10月22日）
  - 中村七之助（石田三成 役）（2023年11月5日）
  - 稲本響（音楽）（2023年11月19日）
  - 原菜乃華（千姫 役）（2023年12月0日）
  - 松本潤（徳川家康 役）（2023年12月17日）

## 視聴率と評価
初回放送の平均世帯視聴率は15.4％（個人視聴率9.6％）で、前作の『鎌倉殿の13人』から1.9ポイントダウンした。これは、『西郷どん』と並び『春日局』に次ぐ過去2番目に低い数字であった。
SNS上ではCGが目立つ点や、時代考証、LGBTの描写、演出がファンタジーめいている点など、初回から最終回に渡って否定的な意見が見られた。
馬のCGについては、本作の馬術指導を務める田中光法が「第1話放送後、馬関係の知り合いから何件も電話があり、『あのクオリティーで本当によかったのか』と言われました。僕も少し残念です」と述べている。テレビドラマ研究家の古崎康成も「NHKは昔から、最先端技術を大河に反映させるのをひとつの目標にしていて、今回はVFX技術を導入したかったのでしょうが、もう少し作りこみに時間をかけたほうがよかった」と語っている。
SNS上で批判が上がった清須城の描写については、本作の時代考証を務めた柴裕之が「言い訳に聞こえてしまうかもしれませんが、時代考証の仕事は基本的に台本を作り上げるまでで、映像にするところは関与していない。制作陣と意見をぶつけ合って、文字と映像にずれが生じないようにする努力が欠かせない。清須城の件で、それが足りなかったのは反省点。」と述べている。一方で「今回の時代考証では、今では誤りと思われている旧来の説を排除して、できるだけ最新の研究成果をドラマに反映させることを心がけた」とも語っている。また脚本を担当した古沢良太によれば、「『歴史は様々な解釈ができるから面白い』と提示したかったので、反論があることも覚悟の上であの内容にした。考証担当に細かく確認していただき、資料史料の内容は全部守っている。」とコメントしている。
レズビアン描写についてはドラマ評論家の成馬零一が「近年は男性同士の恋愛を描いた『おっさんずラブ』のヒットに始まり、性自認の葛藤を描くドラマも珍しくなくなってきました。（中略）NHKとしては、これまでの大河と違う新しい雰囲気を期待しているということでしょうね」と分析している。なお、本作で時代考証を務める小和田哲男は「脚本を読んだ時には、さすがに“えっ”と驚きました。この時代には男同士の恋愛はタブーではなかったのですが、女性同士というのは聞いたことがありません。ただお葉の人柄までは今に伝わっておらず、時流を踏まえた上でこういう脚本になったのだろうとOKを出しました」と述べている。
本作の脚本を巡る批判について、コラムニストの木村隆志は「ドラマである以上重視されるのは、『史実に忠実かどうか』よりも、『物語として面白いかどうか』『登場人物が魅力的に描かれているか』」だとし、「『どうする家康』は、物語と人物像で歴史好きや専門家たちを満足させられていないのかもしれない。（中略）古沢の描く“新たな視点”。さらに“奇跡と希望の物語”と“ひとりの弱き少年”が、歴史好きや専門家たちに受け入れられていないのではないか。」と分析している。評論家の八幡和郎も「『どうする家康』が失敗した最大の原因は、家康のキャラクターの設定とストーリー展開にある。」とし、その理由を「臆病で決断力もないが良い人なので、周囲が危機を救ってくれて、ついには天下人にまで押し上げてくれたという、突飛なものだった。（中略）最近の学説を中途半端に採り入れて、従来の『家康苦労人論』と両立させようとするから、さっぱり訳の分からないストーリーになってしまった。」と述べている。
今作の低視聴率について、歴史評論家の香原斗志は「視聴者数は視聴率だけでは測れないが、視聴者の関心が高いと思われる時代と人物が描かれたことを考えると、さみしい数字だといわざるをえない。」とし、その原因について「登場人物のキャラクターを単純明快にしすぎたこと。女性の活躍という現代社会における課題を、過去において実現済みのように描いたこと。そして、お涙ちょうだいのメロドラマを優先して歴史のダイナミズムを軽視したこと。」の3点を挙げている。なお、大河ドラマの在り方についても「描かれた話を概ね史実と受けとる視聴者が多く、子供が歴史に興味をもつきっかけになることも多い。NHK自身、フィクションであるとは認めず、歴史学者に時代考証をさせている。ドラマとして楽しめればいい、という人を否定するつもりはないが、大河ドラマに『歴史』を期待する人が少なくない以上、『違和感』の正体を明らかにしておくことにも意味があるだろう。」と述べている。
今作の全話平均視聴率は11.2％（個人視聴率6.7％）で前作から1.5ポイント下回り、従来のワースト2位だった『平清盛』と『花燃ゆ』の記録を0.8ポイント下回って『いだてん〜東京オリムピック噺〜』に次ぐ歴代ワースト2位の数字となった。全話総合視聴率は17.7％で、こちらも前作を2.5ポイントも下回った。一方で、見逃し配信サービス「NHKプラス」の視聴数は大河歴代最高となり、新解釈の作劇やデジタル技術の導入など「新しい大河ドラマ」への挑戦には一定の評価が成された。

## ドラマ舞台地の誘致運動・反応
岡崎市、浜松市、静岡市で「大河ドラマ館」が開設された。
- 岡崎市「どうする家康 岡崎 大河ドラマ館」
  - 2023年1月21日 - 2024年1月8日[143]。岡崎城がある岡崎公園内の常設施設「三河武士のやかた家康館」を期間限定の「大河ドラマ館」に改修[140]。オープンに先立つ2022年12月26日に、徳川宗家18代当主の長男[注釈 28]徳川家広が「三河武士のやかた家康館」の2代目名誉館長に就任した[146]。期間中の来場者は63万6420人[147]。
- 浜松市「どうする家康 浜松 大河ドラマ館」
  - 2023年1月22日 - 2月28日（プレオープン期間）・3月18日（グランドオープン） - 2024年1月14日[148]。中区（現・中央区）の元城小学校跡地（浜松城や同市役所に隣接する市有地[149]）に開設[141]。名誉館長は徳川家広[150]。期間中の来場者は64万314人[147]。
- 静岡市「どうする家康 静岡 大河ドラマ館」
  - 2023年1月27日 - 2024年1月28日[151]。静岡浅間神社の境内にある旧静岡市文化財資料館を改修[151]。名誉館長は春風亭昇太[151]。期間中の来場者は約28万人（確定値は公表されていない）[152]。

| 岡崎館 |  | 浜松館 |  | 静岡館 |
| 岡崎館 |  | 浜松館 |  | 静岡館 |

| 岡崎館内 |  | 浜松館内 |  | 静岡館内 |
| 岡崎館内 |  | 浜松館内 |  | 静岡館内 |

初回放送の2023年1月8日、「大河ドラマ『どうする家康』東海プレミアリレー」と題し、静岡・浜松・岡崎の3都市でトークショーやパブリックビューイングが開催され、主演の松本潤は3都市を巡ってイベントに参加した。
主要舞台が自社管内にあるJR東海では、静岡・浜松・岡崎・名古屋など家康ゆかりの場所を探訪する「どこ行く家康」キャンペーンを展開。この他、家康を冠する臨時列車も運行する。名古屋駅では織田信長と今川義元の像が設置されたり（2023年2月28日まで）、愛知県下の家康ゆかりの場所を案内するインフォメーションセンターを設置（閉鎖時期未定）。なお、キャンペーンのイメージ画像にはしかめっ面の家康を描いた『徳川家康三方ヶ原戦役画像』を用い、「さぁて、どこ行く？」というふきだしを書き添えて、プランの選択肢が多いことをPRしている。また、さわやかウォーキングでも各種プランを設けている。
JR東海と同様に主要舞台が自社管内にある名古屋鉄道は、岡崎市とのタイアップ企画を展開。岡崎城の入場券や「どうする家康 岡崎 大河ドラマ館」の入場券引換券などをセットにした企画乗車券を発売した。また、大河ドラマ館の最寄り駅である東岡崎駅には、期間限定（2023年1月20日〜2024年1月8日）で葵の紋をデザインした駅名標が設置された。
駅弁を製造販売する東海軒が静岡駅限定で「家康公の駿河御膳」を提供。
天竜浜名湖鉄道天竜浜名湖線でラッピング車両を運行。
遠州鉄道で浜松市の公式キャラクター「出世大名家康くん」のラッピング車両運行、車内に紫毛氈と金の三つ葉葵紋をあしらった「殿のシート」を設置。 
デスティネーションキャンペーン「京の冬の旅」（2023年1月1日 - 3月20日）では、大河ドラマにちなんだ京都の非公開文化財の特別公開や、記念品の頒布などが実施された。
江戸城（皇居）を擁する千代田区が観光大使であるリラックマの家康バージョンデザインを作成し、観光案内のパンフレットに掲載するほか、グッズも販売する。
2023年4月1日、静岡市で開催された「静岡まつり」の「大御所花見行列」に溝端淳平が今作と同じ今川氏真役で参加した。
5月5日、浜松市で開催された「浜松まつり」の「家康公騎馬武者行列」に、家康役の松本潤の他、井伊直政役の板垣李光人、平岩親吉役のハナコ岡部大、夏目広次役の甲本雅裕が参加し、本作と同じ衣装で行列を行った。
10月28日、岡崎市で開催された「岡崎城下家康公秋まつり」の「家康行列」に、本多忠勝役の山田裕貴、榊原康政役の杉野遥亮、井伊直政役の板垣李光人、茶々役の北川景子が参加した。本作と同じ衣装で行列を行い、その模様はライブ配信された。
- 快速家康公 駿府大御所号とおもてなし武将隊（2023年2月18日、静岡駅）
- 織田信長・今川義元像（名古屋駅）
- あいち家康インフォメーションセンター（名古屋駅）
- 東岡崎駅に期間限定で設置された、「三つ葉葵」がデザインされている駅名標
- 「家康公の駿河御膳」駅弁
- 天竜浜名湖鉄道 家康ラッピング車両
- 遠州鉄道 出世大名家康くん号 殿のシート
- 番組タイトル入り二条城御城印

## 関連商品

### サウンドトラック
- 大河ドラマ「どうする家康」オリジナル・サウンドトラック（ビクターエンタテインメント）
  - Vol.1（2023年2月22日発売、品番:VICL-65789、EAN 4988002927562）
  - Vol.2（2023年6月28日発売、品番:VICL-65839、EAN 4988002931439）
  - Vol.3（2023年10月25日発売、品番:VICL-65893、EAN 4988002934355）

### 書籍
公式ガイドブック
- NHK大河ドラマ・ガイド どうする家康（NHK出版）
  - 前編（2022年12月23日発売、ISBN 978-4149233925）
  - 後編（2023年5月31日発売、ISBN 978-4149233932）
  - 完結編（2023年10月5日発売、ISBN 978-4149233949）

- NHK大河ドラマ歴史ハンドブック どうする家康 徳川家康と家臣団たちの時代（NHK出版、2022年11月30日発売、ISBN 978-4149110677）

ガイドブック
- 『「どうする家康」×TVガイド 徳川家康 HISTORY BOOK』TVガイドMOOK（東京ニュース通信社）
  - THE BOOK（2022年12月23日発売、ISBN 978-4867015315）
  - THE BOOK2（2023年10月6日発売、ISBN 978-4867017012）

- 『まっぷる 大河ドラマ どうする家康 (まっぷるマガジン) ムック』（昭文社、2023年1月13日発売、ISBN 978-4398296832）
- 『大河ドラマ どうする家康 徳川家康とその時代』TJMOOK（宝島社、2022年12月23日発売、ISBN 978-4299031778）

ノベライズ
- 古沢良太・著、木俣冬・ノベライズ『どうする家康』全4巻（NHK出版）

1. （2022年12月22日発売、ISBN 978-4140057308）
2. （2023年3月17日発売、ISBN 978-4140057315）
3. （2023年7月25日発売、ISBN 978-4140057322）
4. （2023年11月17日発売、ISBN 978-4140057339）

楽譜
- NHK出版オリジナル楽譜シリーズ『NHK大河ドラマ「どうする家康」ピアノ・ソロアレンジ集』（2023年2月22日発売、NHK出版、ISBN 978-4-14-055425-8）

### DVD/BD
- 大河ドラマ どうする家康 完全版 ブルーレイ BOX / DVD-BOX
  - 第壱集（第1回 - 第11回、2023年7月28日発売）
  - 第弐集（第12回 - 第22回、2023年11月24日発売）
  - 第参集（第23回 - 第33回、2024年1月26日発売）
  - 第四集（第34回 - 第48回、2024年3月22日発売）
- 大河ドラマ どうする家康 DVD（第一章 - 第四章、2024年5月24日発売）